# ماكدونالدز
شركة ماكدونالدز (بالإنجليزية: McDonald's Corporation) ‏ هي شركة سلسلة مطاعم وجبات سريعة أمريكية متعددة الجنسيات انتشرت في كافة أنحاء العالم، وهي حاليًا إحدى أكبر سلسلة مطاعم الوجبات السريعة في العالم.
الطعام الأساسي الذي يعده هو البرجر بأنواعه وأحجامه المختلفة، بطاطا مقلية، بعض وجبات الإفطار، مشروبات غازية، حليب وحلويات، المثلجات والقهوة، كما يقدم المأكولات الصحية كالسلطات. أشهر ما يقدم على لائحته الأساسية هي شطيرة ماك تشيكن وشطيرة البيغ ماك وشطيرة الماك رويال وغيرهم. كما يقدم شطيرة تسمى ماك أرابيا المعدة بطريقة ومكونات عربية. ويقدم وجبة للأطفال مع هدية (لعبة) غالبًا ما تمثل شخصية كرتونية محببة للأطفال.
ماكدونالدز هي ثاني أكبر سلسلة مطاعم للوجبات السريعة في العالم من حيث عدد المواقع، متجاوزة سلسلة Mixue Ice Cream & Tea الصينية اعتبارًا من سبتمبر 2024. وتخدم ماكدونالدز أكثر من 69 مليون عميل يوميًا في أكثر من 100 دولة في أكثر من 40000 منفذ اعتبارًا من عام 2021. وتعرف ماكدونالدز بالهامبرغر والبرجر بالجبن والبطاطس المقلية، على الرغم من أن قائمتها تتضمن أيضًا عناصر أخرى مثل الدجاج والأسماك والفواكه والسلطات. العنصر المرخص الأكثر مبيعًا لديهم هو البطاطس المقلية، يليه بيج ماك. تأتي إيرادات شركة ماكدونالدز من الإيجار والإتاوات والرسوم التي يدفعها أصحاب الامتياز، بالإضافة إلى المبيعات في المطاعم التي تديرها الشركة. في عام 2018، كانت ماكدونالدز ثاني أكبر جهة توظيف خاصة في العالم بواقع 1.7 مليون موظف (خلف وول مارت بواقع 2.3 مليون موظف)، ومعظمهم يعملون في امتيازات المطعم.
تملك شركة ماكدونالدز أكثر من 41 ألف فرع للوجبات السريعة في أكثر من 119 دولة و 150 ألف عامل، كما أنها تمتلك أو لها مشاركات مع سلسلات مطاعم أخرى مثل أروما كافيه، و بوستن ماركت، وتشابوتلي ماكسيكان غريل، ودونتس بيتزا منذ سنة 2003.

## تاريخ الشركة

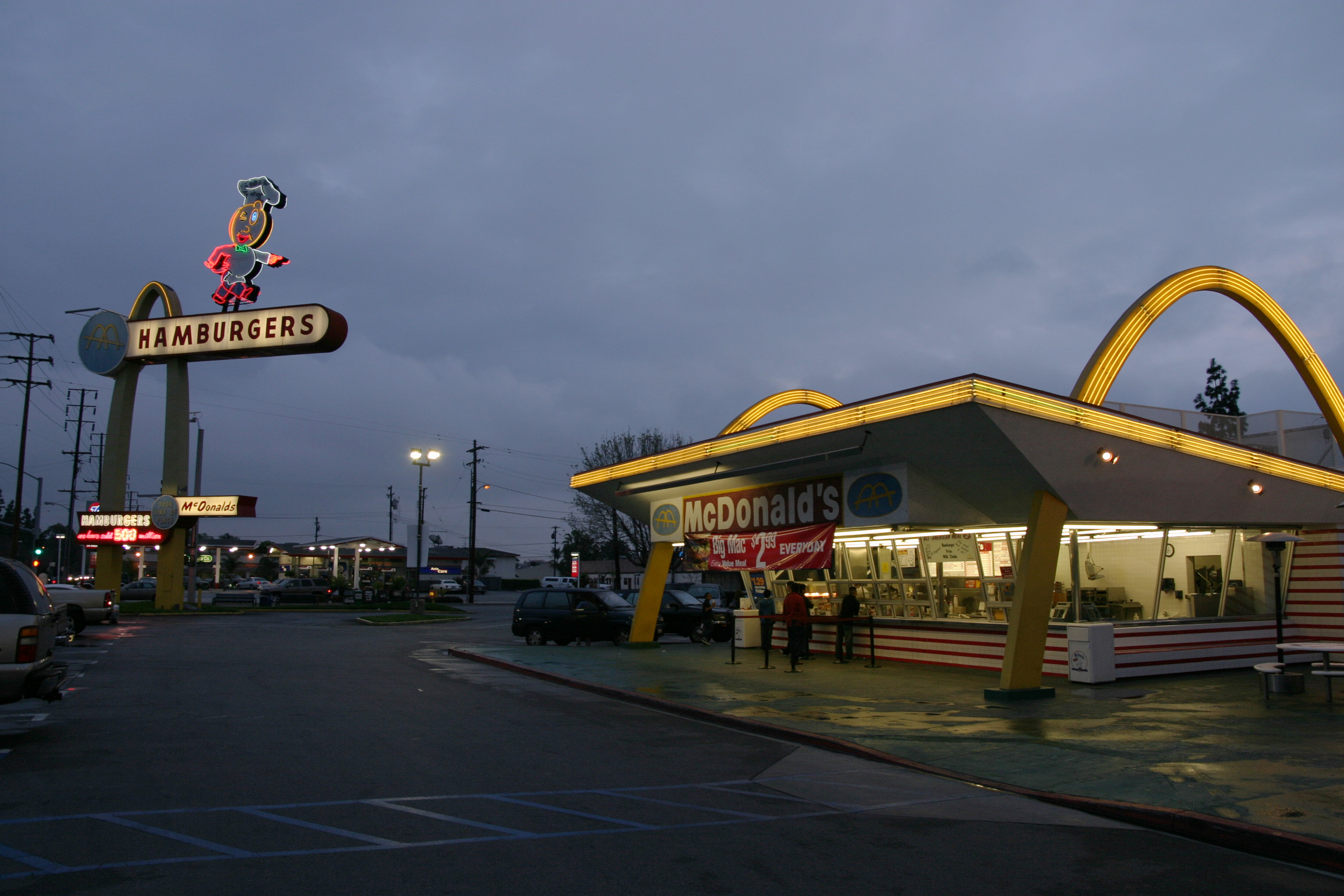
اقدم فرع تشغيلي لشركة ماكدونالز افتتح عام 1953. (at)

افتتح الأخوان ريتشارد وموريس ماكدونالد أول مطعم ماكدونالدز في سان برناردينو، كاليفورنيا، الولايات المتحدة (عند 34.1255 ° شمالًا 117.2946 درجة غربًا) في 15 مايو 1940. قدم الأخوان «نظام خدمة Speedee» في عام 1948، وضعوا حيز الاستخدام الموسع لمبادئ مطعم الوجبات السريعة الحديث التي وضعها سلفهم وايت كاسل موضع التنفيذ قبل أكثر من عقدين.[بحاجة لمصدر] كان الشعار الأصلي لماكدونالدز عبارة عن قبعة طاه فوق همبرغر تمت الإشارة إليه باسم Speedee، في عام 1962، حلت Golden Arches محل Speedee باعتباره الشعار العالمي. قُدِّمَ الشعار، المهرج رونالد ماكدونالد، في عام 1965. ظهر في الإعلانات لاستهداف جمهورهم من الأطفال.
في 4 مايو 1961، تقدمت ماكدونالدز لأول مرة بطلب للحصول على علامة تجارية أمريكية باسم «ماكدونالدز» مع الوصف Drive-In Restaurant Services، والذي يستمر في التجديد. بحلول 13 سبتمبر تقدمت ماكدونالدز، بتوجيه من راي كروك، بطلب علامة تجارية على شعار جديد - رمز "M" المتداخل والمزدوج بالقوس. ولكن قبل الأقواس المزدوجة، استخدم ماكدونالدز قوسًا واحدًا لهندسة مبانيهم. على الرغم من ظهور شعار "Golden Arches" في أشكال مختلفة، لم يُستخدم هذا الإصدار حتى 18 نوفمبر 1968، عندما كانت الشركة تفضل علامة تجارية أمريكية.
ترجع الشركة الحالية إلى تأسيسها لرجل الأعمال الحاصل على حق الامتياز راي كروك في 15 أبريل 1955. كان هذا في الواقع هو تاسع مطعم ماكدونالدز الذي افتُتِح بشكل عام، على الرغم من تدمير هذا الموقع وإعادة بنائه في عام 1984. وفي عام 1961، اشترى كروك أسهم شركة ماكدونالدز في شركة وبدأت انتشار الشركة في جميع أنحاء العالم. سُجِّلَ كروك كشريك تجاري قوي، مما دفع الإخوة ماكدونالد للخروج من الصناعة.
قاتل كروك والأخوة ماكدونالد من أجل السيطرة على العمل، كما هو موثق في السيرة الذاتية لكروك. هُدِمَ مطعم سان برناردينو في نهاية المطاف في عام 1997، وبيع الموقع لسلسلة خوان بولو في عام 1998. تعمل هذه المنطقة كمقر لسلسلة خوان بولو، ومتحف ماكدونالدز وطريق 66. مع توسع ماكدونالدز في العديد من الأسواق العالمية، أصبحت الشركة رمزًا للعولمة وانتشار أسلوب الحياة الأمريكي. جعلها بروزها موضوعًا متكررًا للمناقشات العامة حول السمنة وأخلاقيات الشركات ومسؤولية المستهلك.

## الشعار
تعددت وتنوعت شعارات الشركة منذ تأسيسها إلى اليوم

## لمحة حول الشركة

### حقائق وارقام

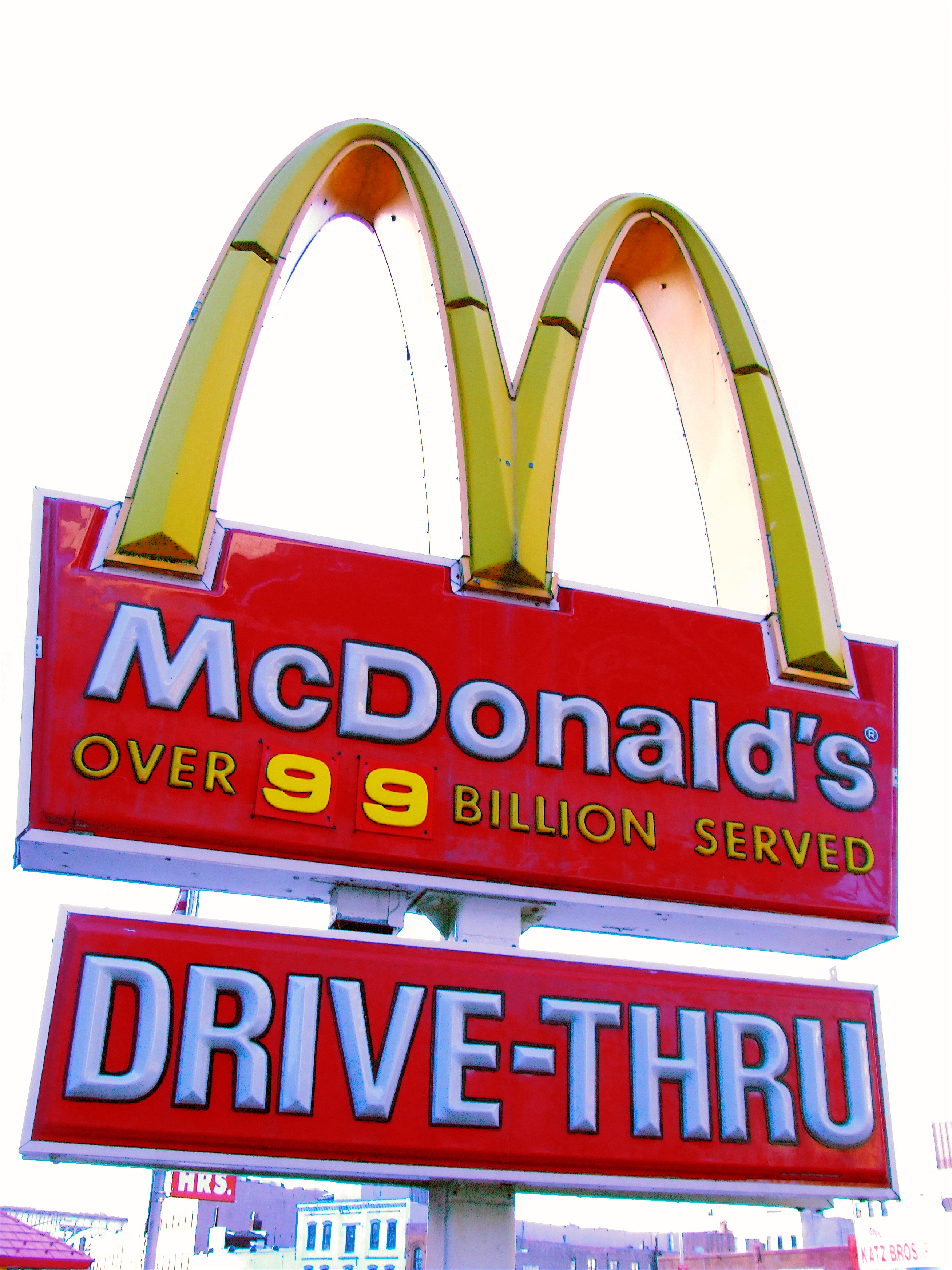
بحلول عام 1993 ، باعت ماكدونالدز أكثر من 100 مليار هامبرغر. كانت لافتات المطعم التي كانت منتشرة على نطاق واسع والتي تفاخرت بعدد المبيعات ، مثل تلك الموجودة في هارلم ، تُركت عند "99 مليار" لأنه كان هناك مساحة تتكون من رقمين فقط.

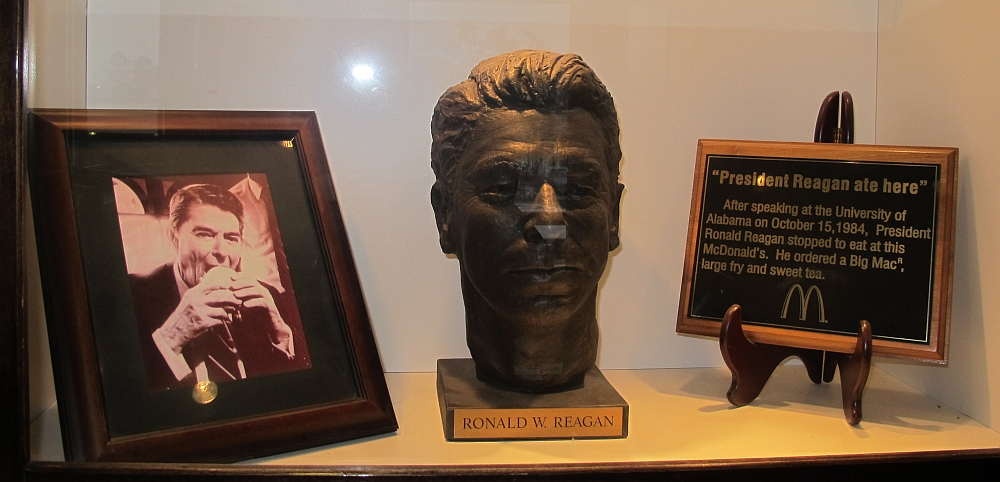
ماكدونالدز في نورث بورت ألاباما إحياء ذكرى زيارة الرئيس الأمريكي رونالد ريغان

توجد مطاعم ماكدونالدز في 120 دولة ومنطقة حول العالم وتخدم 68 مليون عميل يوميًا، وتدير ماكدونالدز 37855 مطعمًا حول العالم، ويعمل بها أكثر من 210 ألف شخص حتى نهاية عام 2018. ويوجد إجمالي 2770 موقعًا مملوكًا للشركة و 35.085 المواقع الحاصلة على امتياز، والتي تشمل 21685 موقعًا تم منحها حق الامتياز لأصحاب الامتياز التقليديين، و 7225 موقعًا مرخصًا لمرخصي التطوير، و 6175 موقعًا مرخصًا للشركات التابعة الأجنبية.
بالتركيز على علامتها التجارية الأساسية، بدأت ماكدونالدز في تجريد نفسها من سلاسل أخرى حصلت عليها خلال التسعينيات. امتلكت الشركة حصة أغلبية في Chipotle Mexican Grill حتى أكتوبر 2006، عندما تخلصت شركة McDonald's بالكامل من Chipotle من خلال البورصة. حتى ديسمبر 2003، امتلكت دوناتوس بيتزا، وامتلكت حصة صغيرة من أروما كافيه من 1999 إلى 2001. في 27 أغسطس 2007، باعت ماكدونالدز بوسطن ماركت إلى صن كابيتال بارتنرز.
والجدير بالذكر أن ماكدونالدز زادت أرباح المساهمين لمدة 25 عامًا متتالية، مما يجعلها واحدة من قائمة الشركات تحت اسم S&P 500 Dividend Aristocrats. احتلت الشركة المرتبة 131 في قائمة Fortune 500 من أكبر الشركات الأمريكية من حيث الإيرادات. في أكتوبر 2012، انخفضت مبيعاتها الشهرية لأول مرة منذ تسع سنوات. في عام 2014، انخفضت مبيعاتها الفصلية للمرة الأولى منذ سبعة عشر عامًا، عندما انخفضت مبيعاتها طوال عام 1997.
في الولايات المتحدة، تم الإبلاغ عن أن عمليات النقل السريع تمثل 70 بالمائة من المبيعات. أغلقت ماكدونالدز 184 مطعمًا في الولايات المتحدة في عام 2015، أي بزيادة 59 مطعمًا عما خططوا لافتتاحه. كانت هذه الخطوة هي المرة الأولى التي تشهد فيها ماكدونالدز انخفاضًا صافًا في عدد المواقع في الولايات المتحدة منذ عام 1970.
يمثل مفهوم التوصيل عند الطلب في ماكدونالدز، والذي بدأ في عام 2017 بشراكة مع أوبر إيتس وإضافة DoorDash في عام 2019، ما يصل إلى 3٪ من إجمالي الأعمال اعتبارًا من عام 2019.
تمثل المبيعات البالغة 100 مليار دولار التي حققتها مطاعم ماكدونالدز المملوكة لشركة ماكدونالدز والامتياز في عام 2019 ما يقرب من 4 ٪ من صناعة المطاعم العالمية المقدرة بـ 2.5 تريليون دولار

### الوضع المالي
بالنسبة للسنة المالية 2018 أعلنت الشركة عن أرباح بلغت 5.9 مليار دولار أمريكي، بإيرادات سنوية قدرها 21.0 مليار دولار أمريكي بانخفاض قدره 7.9٪ عن الدورة المالية السابقة. تم تداول أسهم ماكدونالدز بأكثر من 145 دولارًا أمريكيًا للسهم الواحد، وقدرت قيمتها السوقية بأكثر من 134.5 مليار دولار أمريكي في سبتمبر 2018.
| السنة | الدخل (مليار $) | Net income in mil. USD$ | Total assets in mil. USD$ | سعر السهم (دولار) | الموقع | عدد الموظفين |
| ----- | --------------- | ----------------------- | ------------------------- | ----------------- | ------ | ------------ |
| 2005  | 19,117          | 2,602                   | 29,989                    | 31.88             |        |              |
| 2006  | 20,895          | 3,544                   | 28,975                    | 36.79             | 31,046 |              |
| 2007  | 22,787          | 2,395                   | 29,392                    | 50.98             | 31.377 |              |
| 2008  | 23,522          | 4,313                   | 28,462                    | 58.06             | 31,967 |              |
| 2009  | 22,745          | 4,551                   | 30,225                    | 57.44             | 32,478 |              |
| 2010  | 24,075          | 4,946                   | 31,975                    | 70.91             | 32,737 |              |
| 2011  | 27,006          | 5,503                   | 32,990                    | 83.97             | 33,510 |              |
| 2012  | 27,567          | 5,465                   | 35,387                    | 92.53             | 34,480 |              |
| 2013  | 28,106          | 5,586                   | 36,626                    | 97.26             | 35,429 | 440,000      |
| 2014  | 27,441          | 4,758                   | 34,227                    | 96.38             | 36,258 | 420,000      |
| 2015  | 25,413          | 4,529                   | 37,939                    | 100.28            | 36,525 | 420,000      |
| 2016  | 24,622          | 4,687                   | 31,024                    | 120.14            | 36,899 | 375,000      |
| 2017  | 22,820          | 5,192                   | 33,804                    | 148.76            | 37,241 | 235,000      |
| 2018  | 21,025          | 5,924                   | 32,811                    | 166.06            | 37,855 | 210,000      |
| 2019  | 21,077          | 6,025                   | 47,511                    |                   | 38,695 | 205,000      |

### نموذج العمل

انضم راي كروك Ray Kroc إلى ماكدونالدز في عام 1954 وقام ببنائها كامتياز عالمي، مما يجعلها أنجح شركة للوجبات السريعة في العالم

تمتلك الشركة جميع الأراضي التي تقع عليها مطاعمها، والتي تقدر قيمتها بما يتراوح بين 16 و 18 مليار دولار.[بحاجة لمصدر] تكسب الشركة جزءًا كبيرًا من إيراداتها من مدفوعات الإيجار من أصحاب الامتياز. ارتفعت مدفوعات الإيجار هذه بنسبة 26 في المائة بين عامي 2010 و 2015، وهو ما يمثل خمس إجمالي إيرادات الشركة في نهاية الفترة. في الآونة الأخيرة، كانت هناك دعوات لفصل حيازات الشركة الأمريكية إلى صندوق استثمار عقاري محتمل، لكن الشركة أعلنت في مؤتمر المستثمرين الخاص بها في 10 نوفمبر 2015، أن هذا لن يحدث. ناقش الرئيس التنفيذي ستيف إيستربروك أن اتباع خيار REIT من شأنه أن يشكل خطرًا كبيرًا جدًا على نموذج أعمال الشركة.
يختلف نموذج الأعمال في المملكة المتحدة وأيرلندا عن الولايات المتحدة، حيث أن أقل من 30 في المائة من المطاعم حاصلة على امتياز، والغالبية تحت ملكية الشركة. تقوم ماكدونالدز بتدريب أصحاب الامتياز والإدارة في جامعة هامبورجر الواقعة في مقرها الرئيسي في شيكاغو. في بلدان أخرى، يتم تشغيل مطاعم ماكدونالدز من خلال مشاريع مشتركة مع شركة ماكدونالدز وكيانات أو حكومات محلية أخرى.
وفقًا لكتاب تحت عنوان Fast Food Nation من تأليف ايريك سكلوزير عام 2001، تم توظيف واحد من كل ثمانية عمال في الولايات المتحدة في وقت ما من قبل ماكدونالدز. تشجع شركة ماكدونالدز الموظفين على الحفاظ على صحتهم من خلال الغناء مع أغانيهم المفضلة من أجل تخفيف التوتر، وحضور خدمات الكنيسة من أجل خفض ضغط الدم، وأخذ إجازتين سنويًا لتقليل خطر الإصابة باحتشاء عضلة القلب. تنص شركة Fast Food Nation على أن ماكدونالدز هي أكبر مشغل خاص للملاعب في الولايات المتحدة، فضلاً عن كونها أكبر مشترٍ للحوم البقر ولحم الخنزير والبطاطس والتفاح. يختلف اختيار اللحوم التي تستخدمها ماكدونالدز إلى حد ما بناءً على ثقافة البلد المضيف.

### المبنى الرئيسي
في 13 يونيو 2016 أكدت ماكدونالدز خططها لنقل مقرها العالمي إلى حي ويست لوب في شيكاغو في بالقرب من ويست سايد. تم بناء المبنى الذي تبلغ مساحته 608.000 قدم مربع في الموقع السابق لشركة Harpo Productions (حيث تم تسجيل عرض برنامج أوبرا وينفري والعديد من إنتاجات Harpo الأخرى) وافتتح في 4 يونيو 2018. يقع مجمع المقر السابق لماكدونالدز، ماكدونالدز بلازا في أوك بروك، إلينوي. وهي تقع في موقع المقر السابق ومنطقة الإيواء لبول بتلر مؤسس أوك بروك. انتقل ماكدونالدز إلى منشأة أوك بروك من مكتب داخل شيكاغو لوب في عام 1971.

### مجلس الإدارة
اعتبارًا من يناير 2019، كان مجلس الإدارة يتألف من الأعضاء التالية أسماؤهم:
- إنريكي هيرنانديز جونيور
- لويد هـ. دين
- ستيفن جيه ايستربروك
- روبرت ايكرت
- مارجو جورجاديس
- جين ب.جاكسون
- ريتشارد هـ. ليني
- جون جيه موليجان
- شيلا ايه بنروز
- جون دبليو روجرز جونيور
- مايلز د وايت
- أندرو جيه ماكينا

في 1 مارس 2015 بعد أن كان كبير مسؤولي العلامات التجارية لماكدونالدز ورئيسها السابق في المملكة المتحدة وشمال أوروبا، أصبح ستيف إيستربروك الرئيس التنفيذي خلفًا لدون طومسون، الذي استقال في 28 يناير 2015.

### التشغيل العالمي

البلدان التي بها مطاعم ماكدونالدز، تظهر عامها الأول بمطعمها الأول

أصبح ماكدونالدز رمزًا للعولمة، ويشار إليه أحيانًا باسم «McDonaldization ماكدونالدية» للمجتمع. تستخدم صحيفة الإيكونوميست «مؤشر بيج ماك»: يمكن استخدام مقارنة تكلفة بيج ماك بعملات عالمية مختلفة للحكم بشكل غير رسمي على تعادل القوة الشرائية لهذه العملات. سويسرا لديها أغلى بيج ماك في العالم اعتبارًا من يوليو 2015 ، في حين أن الدولة التي تحتوي على أقل سعر للبيج ماك هي الهند (وإن كان ذلك بالنسبة إلى Maharaja Mac - ثاني أرخص بيج ماك هو هونج كونج).
قال توماس فريدمان إنه لا توجد دولة لديها مطاعم ماكدونالدز قد دخلت في حرب مع دولة أخرى؛ ومع ذلك، فإن «نظرية الأقواس الذهبية لمنع الصراع Golden Arches Theory of Conflict Prevention» غير صحيحة. الاستثناءات هي غزو الولايات المتحدة لبنما عام 1989، وقصف الناتو لصربيا عام 1999، وحرب لبنان 2006، وحرب أوسيتيا الجنوبية عام 2008. علقت ماكدونالدز العمليات في متاجرها المملوكة للشركات في منطقة القرم بعد أن ضمت روسيا المنطقة في عام 2014. في 20 أغسطس 2014، مع توتر التوترات بين الولايات المتحدة وروسيا بسبب الأحداث في أوكرانيا، والعقوبات الأمريكية الناتجة، أغلقت الحكومة الروسية مؤقتًا أربعة منافذ ماكدونالدز في موسكو، بسبب مخاوف تتعلق بالصحة. تعمل الشركة في روسيا منذ عام 1990 وفي أغسطس 2014 كان لديها 438 متجرًا في جميع أنحاء البلاد. في 23 أغسطس 2014، استبعد نائب رئيس الوزراء الروسي أركادي دفوركوفيتش أي تحرك حكومي لحظر ماكدونالدز ورفض فكرة أن الإغلاق المؤقت له علاقة بالعقوبات.
اقترح بعض المراقبين أنه ينبغي منح الشركة الفضل في زيادة مستوى الخدمة في الأسواق التي تدخلها. نظرت مجموعة من علماء الأنثروبولوجيا في دراسة بعنوان Golden Arches East  في تأثير ماكدونالدز على شرق آسيا وهونغ كونغ على وجه الخصوص. عندما تم افتتاح ماكدونالدز في هونغ كونغ في عام 1975، كان أول مطعم يقدم باستمرار دورات مياه نظيفة، مما دفع العملاء إلى المطالبة بالمثل من المطاعم والمؤسسات الأخرى. دخلت ماكدونالدز في شراكة مع شركة سينوبك وهي ثاني أكبر شركة نفط في جمهورية الصين الشعبية، حيث إنها تستفيد من الاستخدام المتزايد للبلاد للمركبات الشخصية من خلال فتح العديد من المطاعم. افتتحت ماكدونالدز مطعم ماكدونالدز وماك كافيه McCafé في المبنى الموجود تحت الأرض لمتحف اللوفر الفرنسي للفنون الجميلة. صرحت الشركة بأنها ستفتح مطاعم نباتية فقط في الهند بحلول منتصف عام 2013.
في 9 يناير 2017، تم بيع 80٪ من حقوق الامتياز في الصين القارية وهونغ كونغ مقابل 2.08 مليار دولار أمريكي إلى كونسورتيوم من CITIC Limited (32٪) وصناديق الأسهم الخاصة التي تديرها CITIC Capital (مقابل 20٪) وكارلايلي Carlyle (بنسبة 20٪)، والتي ستشكلها CITIC المحدودة و CITIC Capital مشروعًا مشتركًا لامتلاك الاسهم.

مطاعم ماكدونالدز في العالم
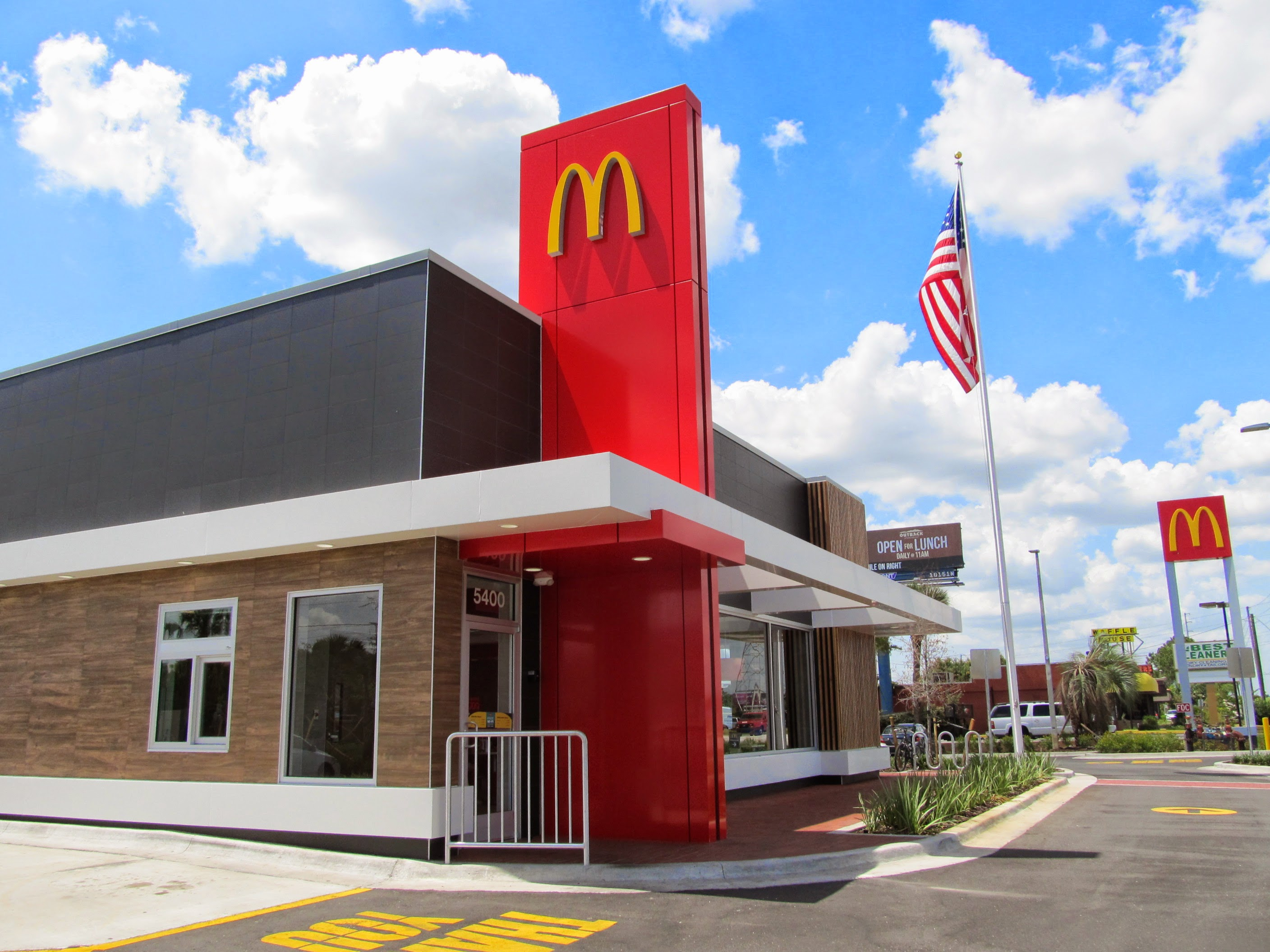
اورلاندو فلوريدا، الولايات المتحدة
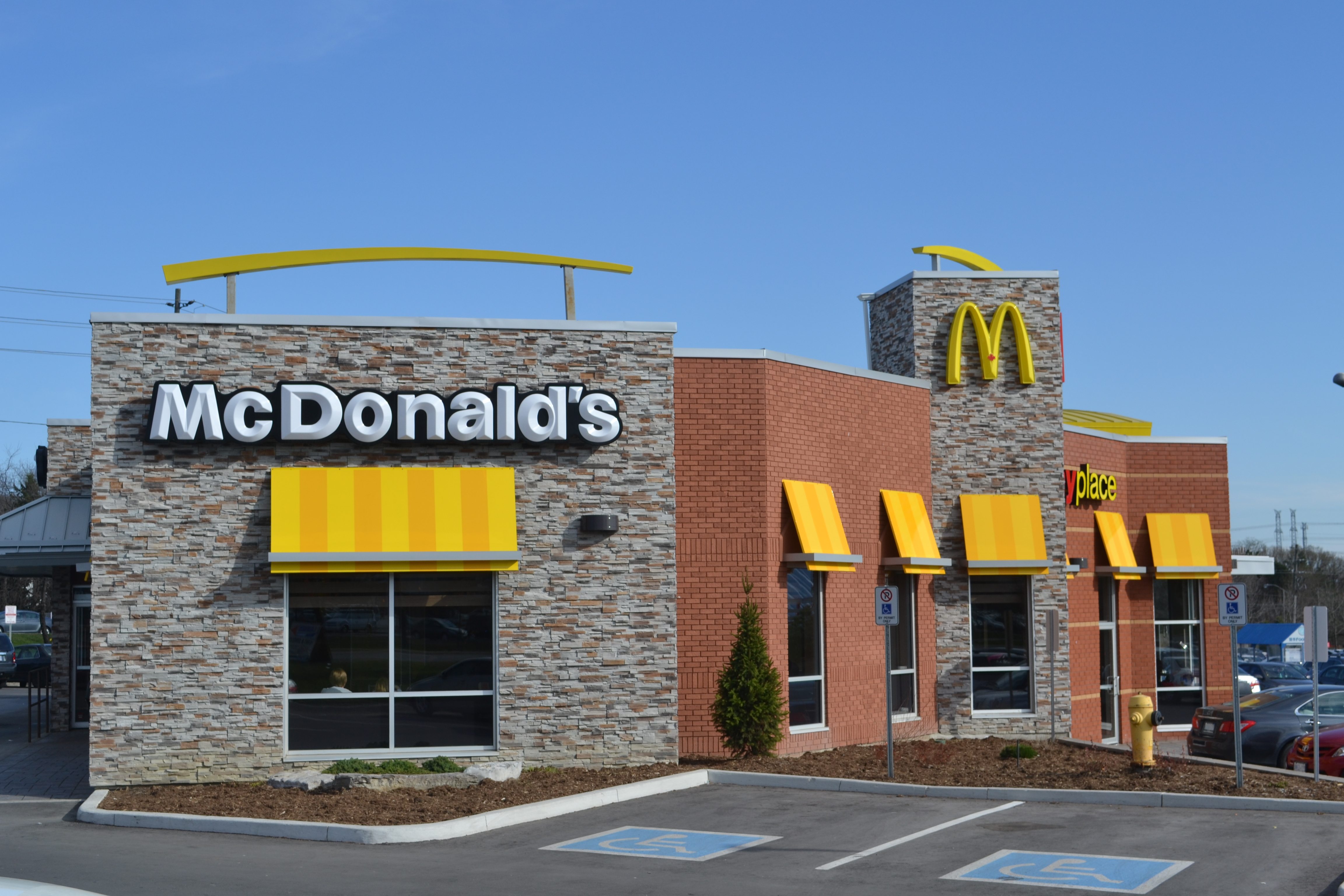
ماركام، كندا
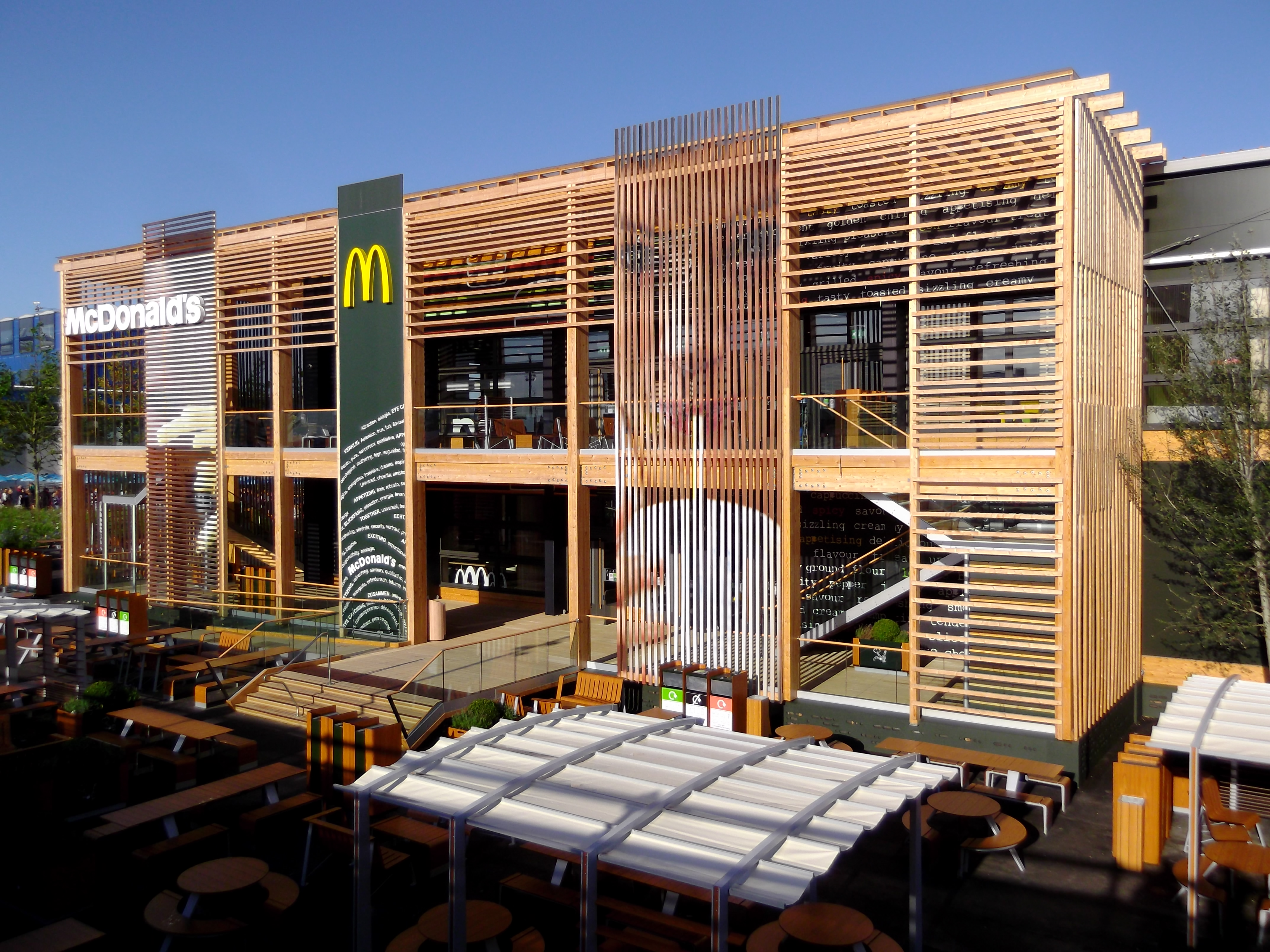
Olympic Park  [لغات أخرى]‏ في لندن، المملكة المتحدة
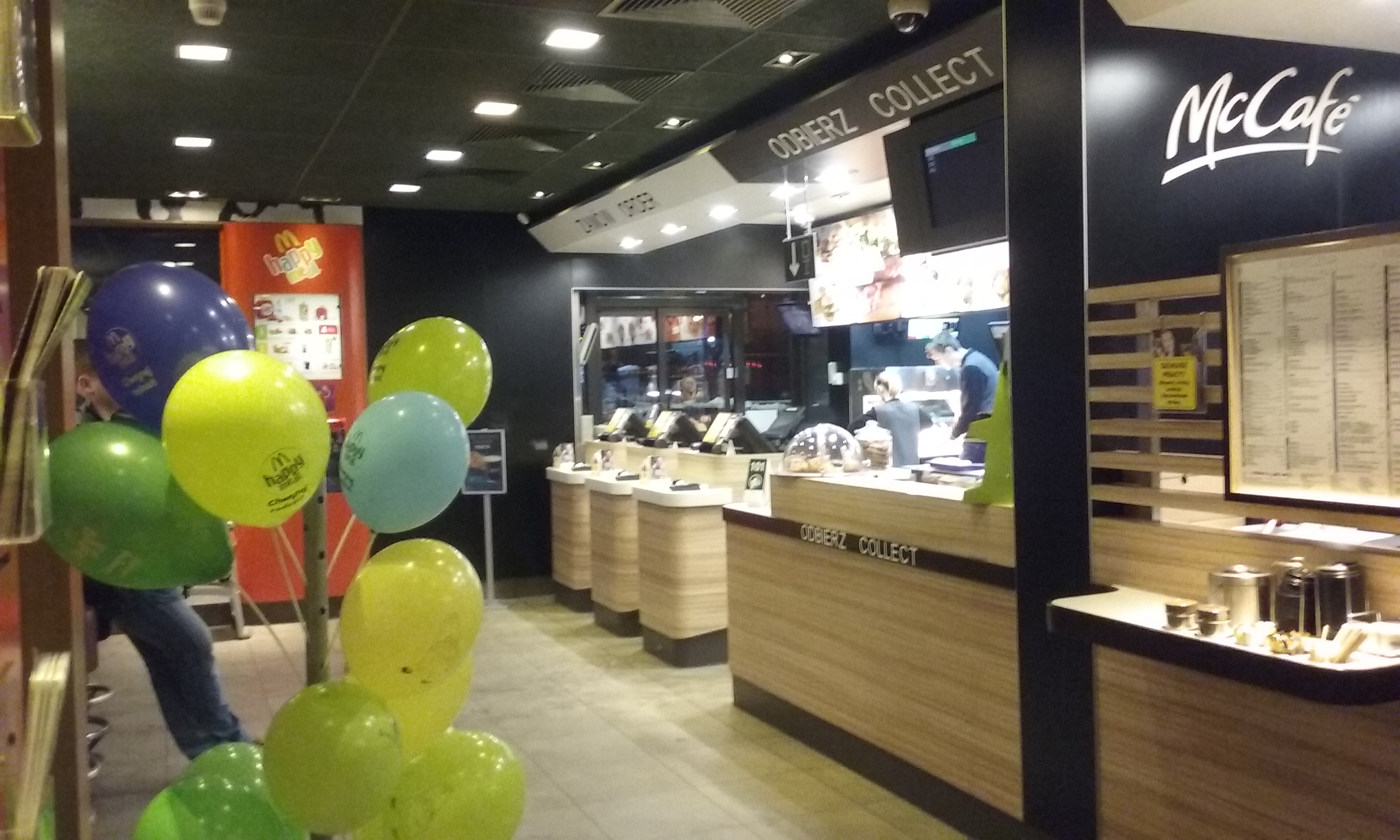
مطعم من الداخل في توماشوف مازوفستسكي  [لغات أخرى]‏، بولندا
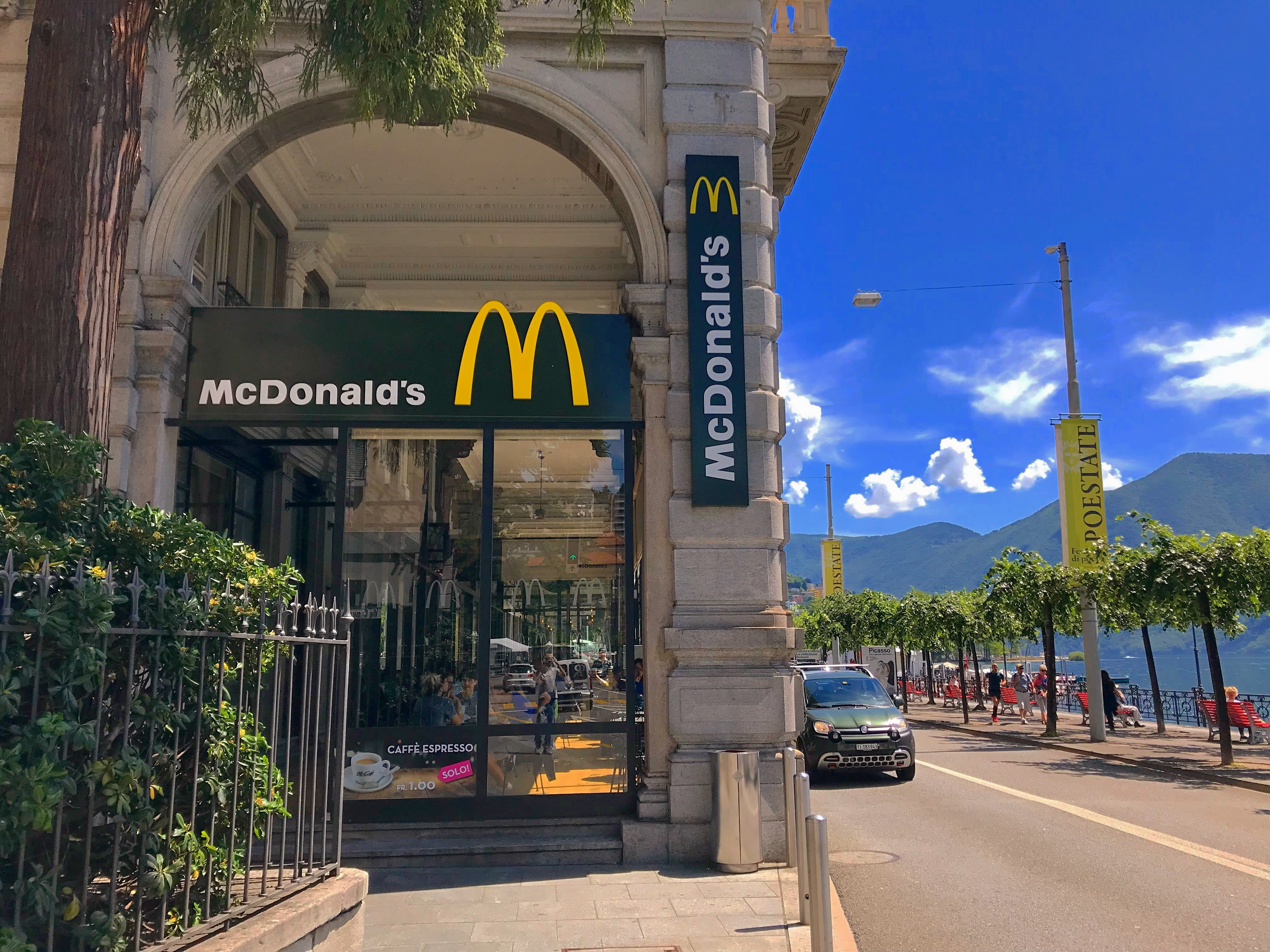
لوغانو، سويسرا
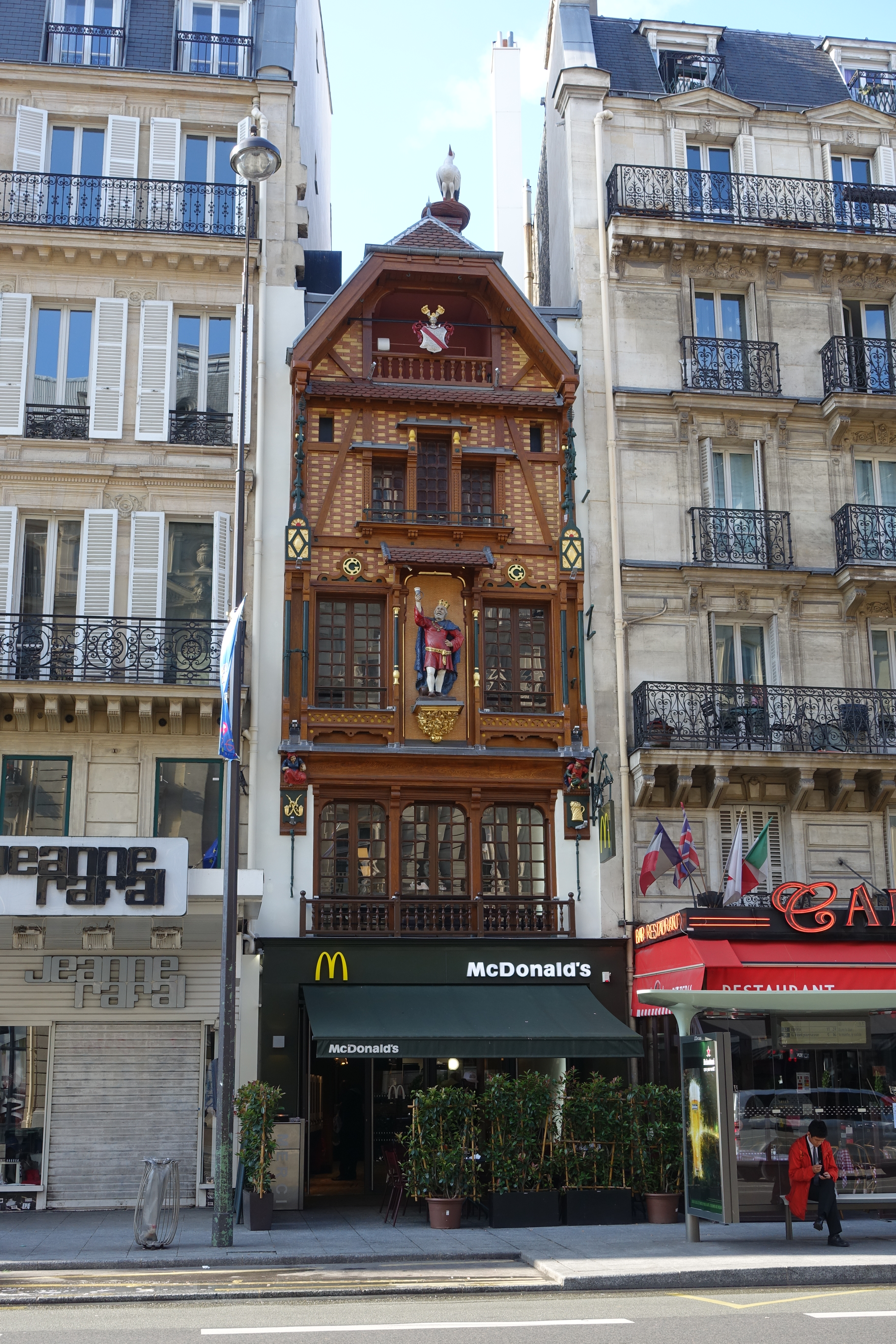
باريس، فرنسا
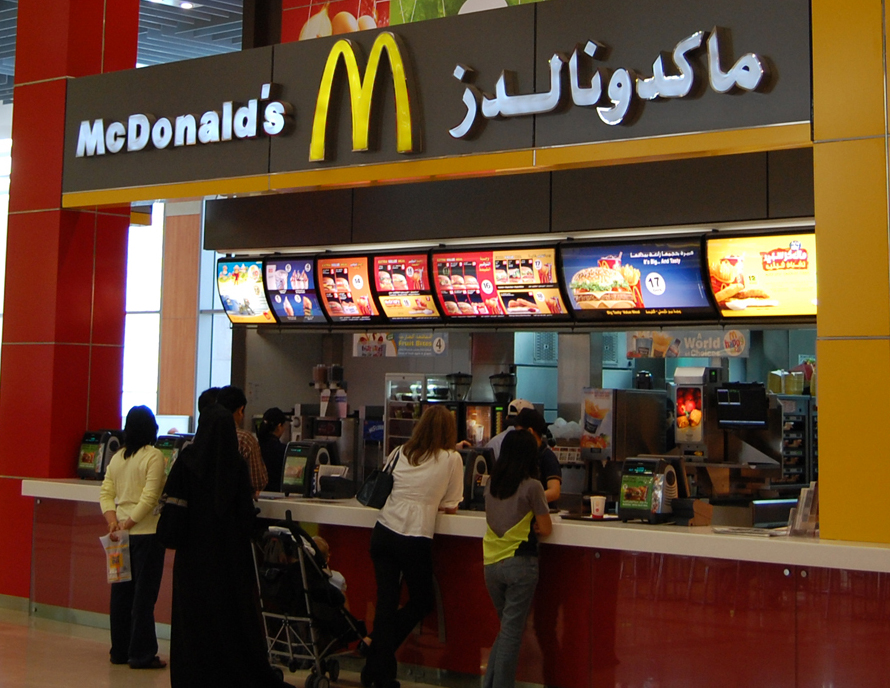
دبي، الامارات العربية المتحدة
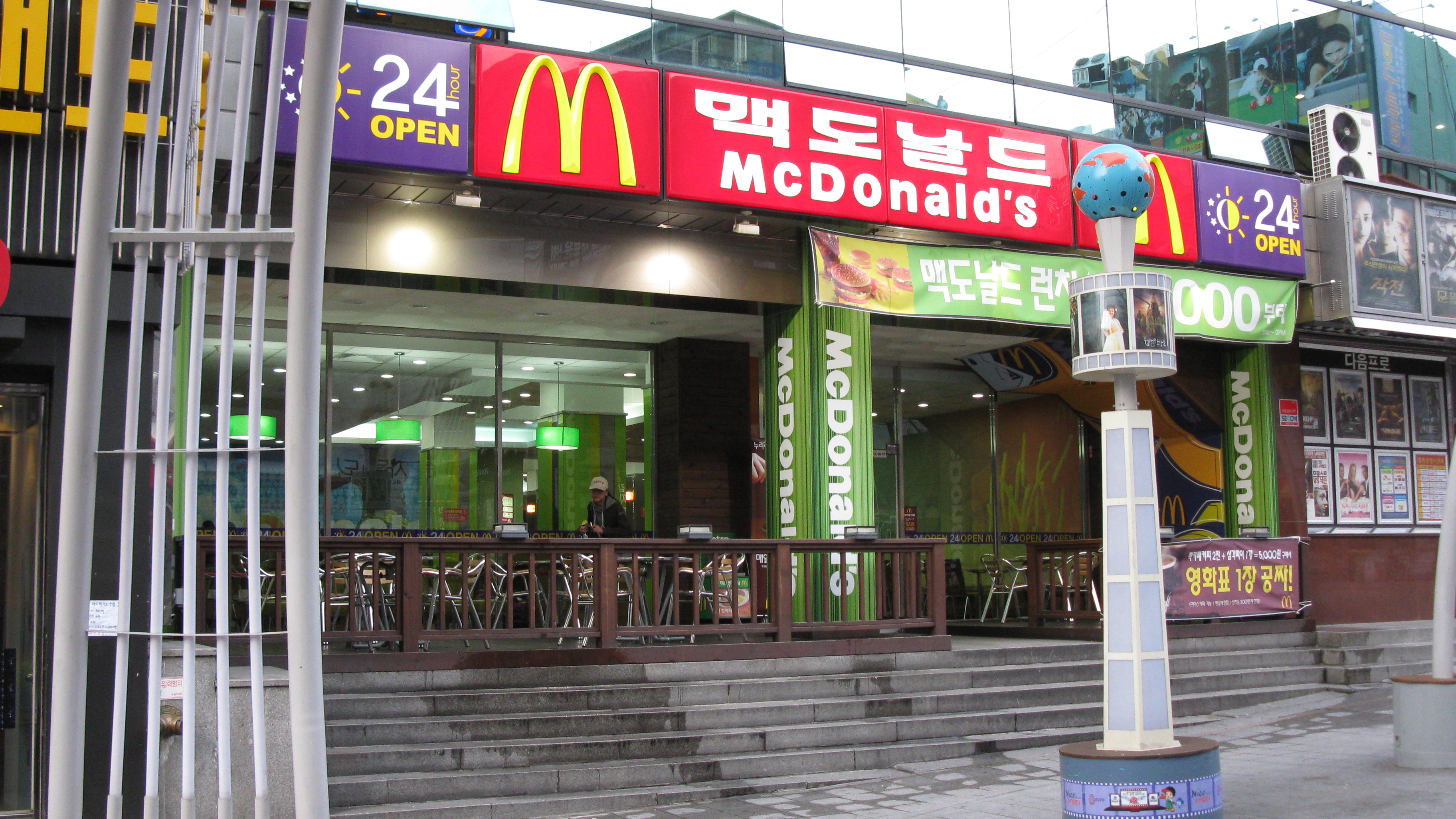
بوسان، كوريا الجنوبية
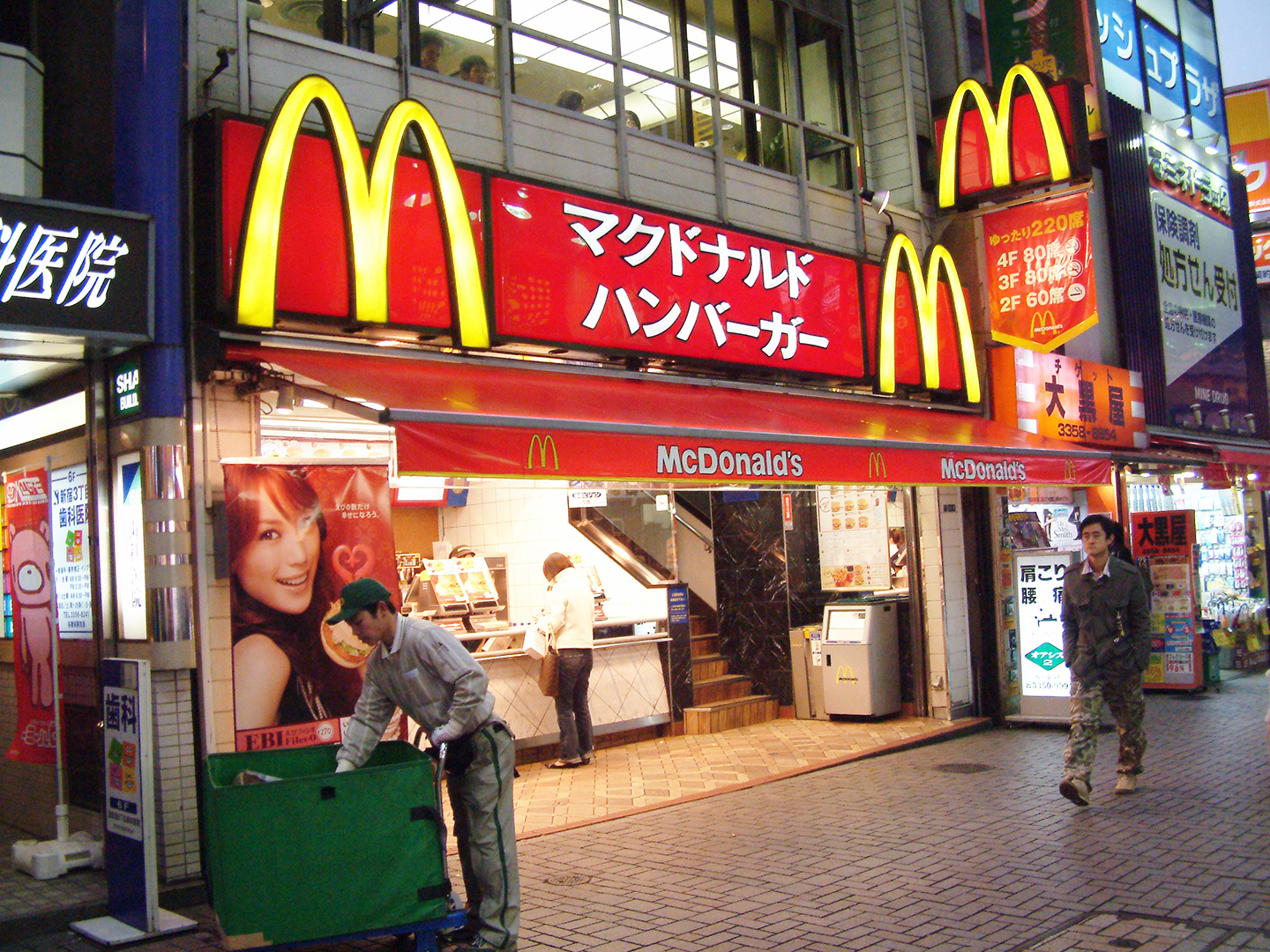
طوكيو، اليابان
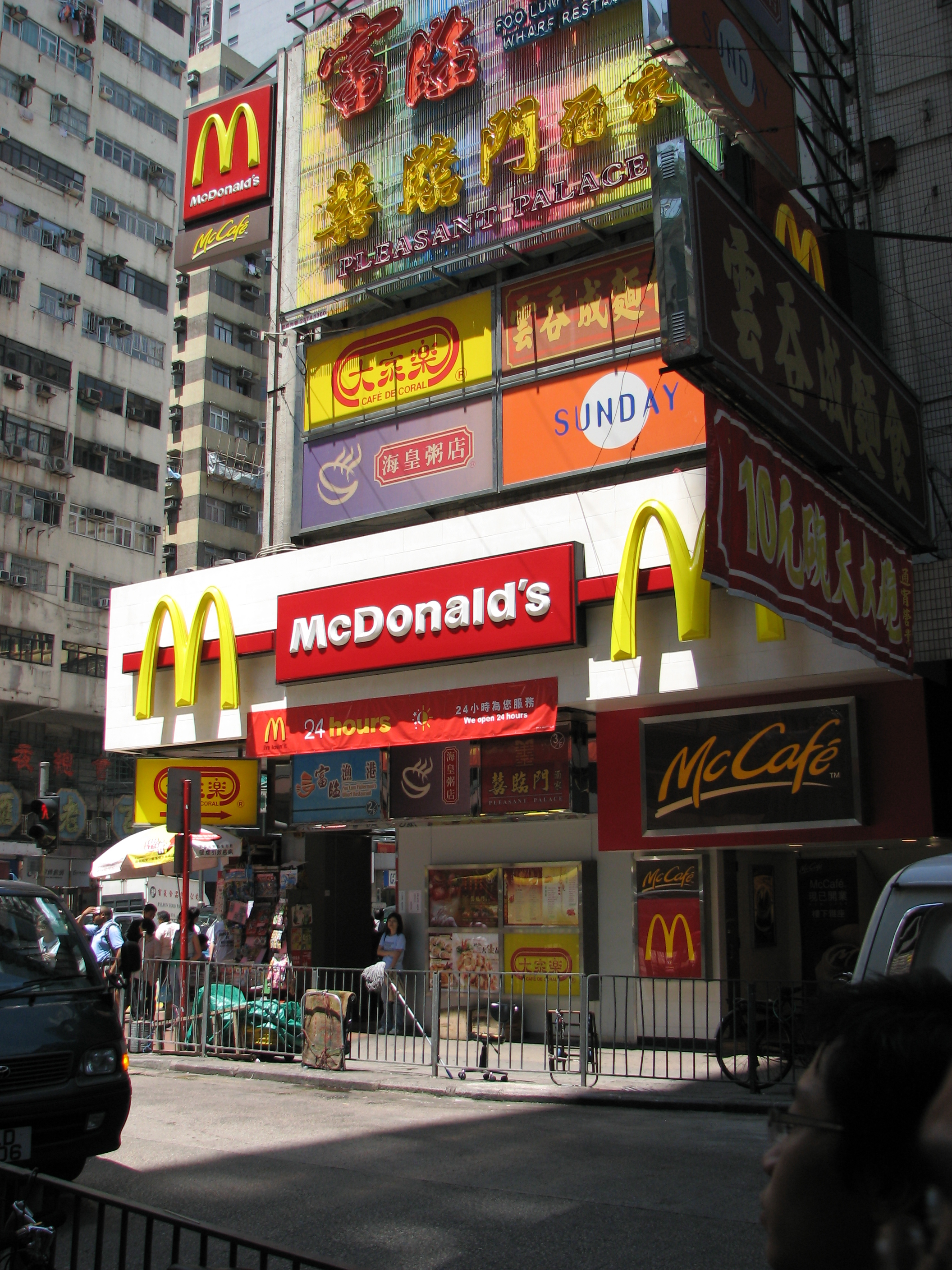
هونغ كونغ
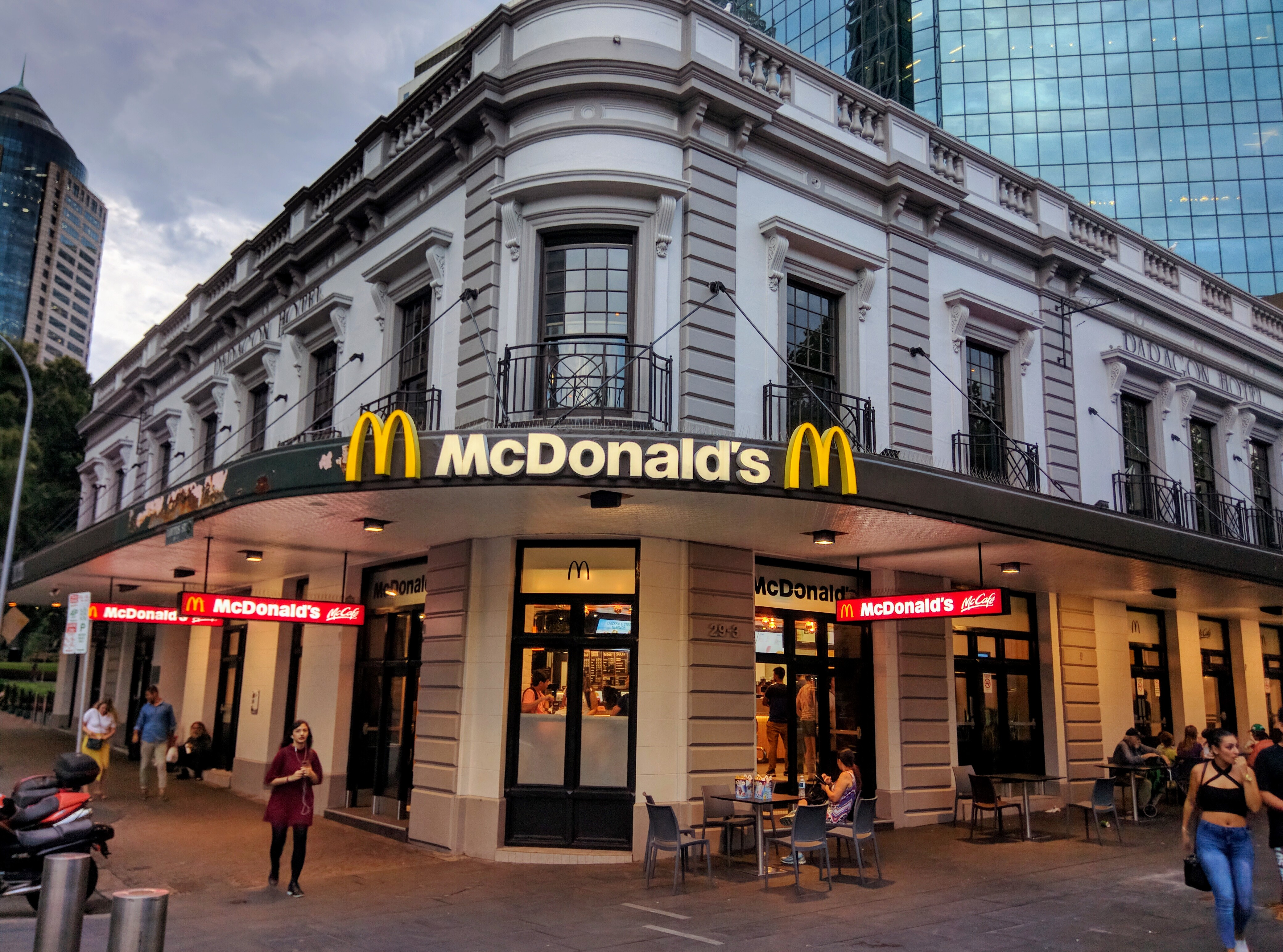
سيدني، أستراليا
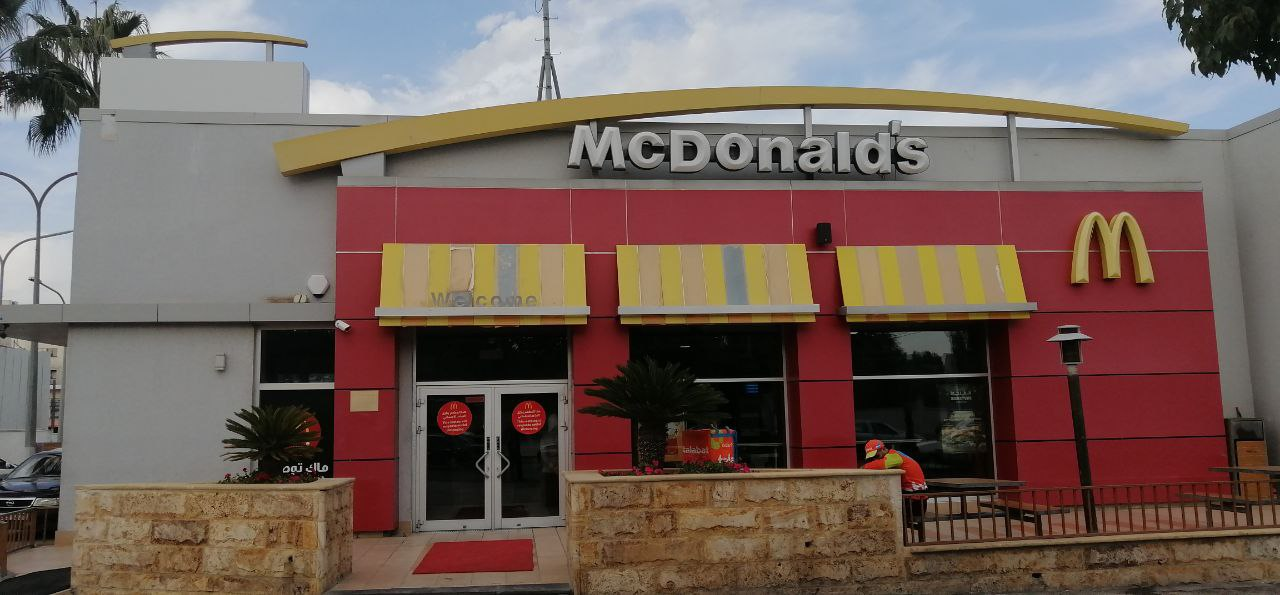
مطعم ماكدونالدز في الاردن في مدينة اربد

## الفروع
- الولايات المتحدة
- كندا (أول مطعم خارج الولايات المتحدة في 1967)
- بورتوريكو
- جزر فيرجن الأمريكية
- كوستاريكا
- أستراليا (أول مطعم خارج أمريكا)
- اليابان (أول مطعم في اسيا)
- كوبا (موقع واحد فقط في خليج جومانتو للأفراد العسكرين الأمريكين فقط)
- المغرب
- العراق (موقع واحد في بغداد)
- فيتنام
- كازاخستان (اغلق في أوائل سنة 2023 بسبب قيود التوريد)

## المنتجات

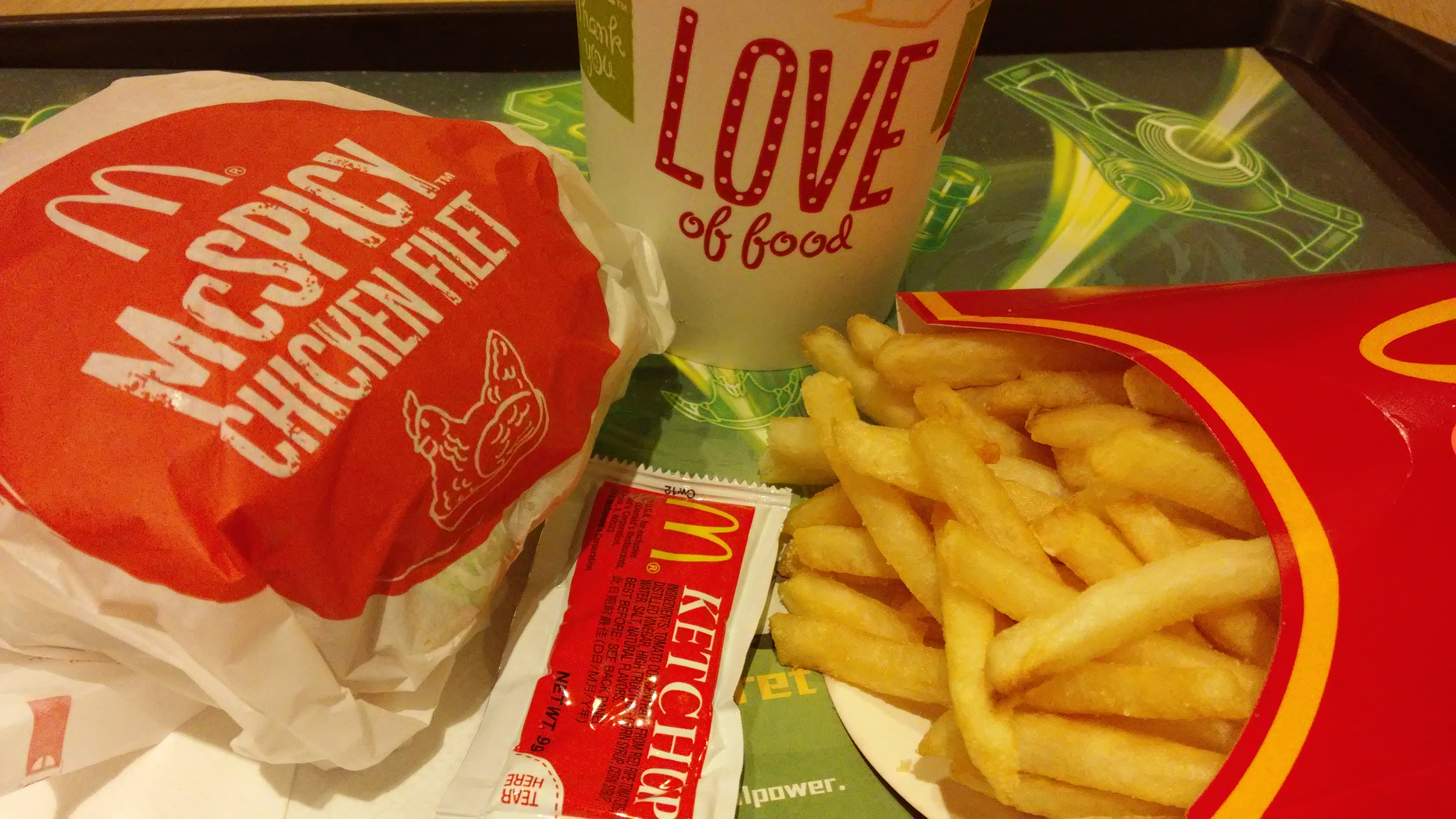
وجبة ماكدونالدز "eat-in" النموذجية التي تباع في هونغ كونغ، وتتكون من البطاطا المقلية ، ومشروب غازي ، و «المنتج الرئيسي» - في هذه الحالة، دجاج فيليه ماك سبايسي. يتم توفير التوابل في عبوات صغيرة؛ تظهر علبة كاتشب الطماطم في المقدمة.

تبيع ماكدونالدز في الغالب الهامبرغر وأنواع مختلفة من الدجاج وسندويشات الدجاج والبطاطا المقلية والمشروبات الغازية ومواد الإفطار والحلويات. في معظم الأسواق، يقدم ماكدونالدز السلطات والأصناف النباتية واللفائف والأطعمة المحلية الأخرى. على أساس موسمي، يقدم ماكدونالدز شطيرة ماكريب. يتكهن البعض بأن موسمية McRib تزيد من جاذبيتها.
تُقدَّم المنتجات إما على شكل «عشاء داخلي» (حيث يختار المشتري تناول الطعام في المطعم) أو «طلبات خارجية» (حيث يختار العميل إخراج الطعام من المبنى). يتُقدَّم وجبات "Dine-in" على صينية بلاستيكية مع إدراج ورق على أرضية الدرج. عادة ما يتم تسليم الوجبات الجاهزة مع محتوياتها داخل كيس ورقي بني مميز يحمل علامة الشركة التجارية. في كلتا الحالتين، يتم تغليف العناصر الفردية أو تغليفها حسب الاقتضاء.
منذ أن أصبح ستيف إيستربروك الرئيس التنفيذي للشركة، قامت ماكدونالدز بتبسيط القائمة التي تحتوي في الولايات المتحدة على ما يقرب من 200 عنصر. سعت الشركة إلى تقديم خيارات صحية، وإزالة شراب الذرة عالي الفركتوز من كعك الهمبرغر. قامت الشركة بإزالة المواد الحافظة الاصطناعية من تشيكن ماك ناجتس، لتحل محل جلد الدجاج وزيت القرطم وحمض الستريك الموجود في تشيكن ماك ناجتس مع نشا البازلاء ونشا الأرز ومسحوق عصير الليمون.
في سبتمبر 2018، أعلنت ماكدونالدز الولايات المتحدة الأمريكية أنها لم تعد تستخدم المواد الحافظة والنكهات والألوان الاصطناعية بالكامل من سبعة أنواع من البرغر الكلاسيكية المباعة في الولايات المتحدة، بما في ذلك الهامبرغر والتشيز برجر ودبل تشيز برجر وماكدونالدز كوارتر باوندر بالجبن ودبل كوارتر باوندر بالجبن والجبن. ومع ذلك، سيظل المخلل مصنوعًا من مادة حافظة اصطناعية، على الرغم من أنه يمكن للعملاء اختيار عدم الحصول على المخللات مع البرغر.
في نوفمبر من عام 2020، أعلنت ماكدونالدز عن McPlant وهو برجر نباتي، إلى جانب خطط لتطوير عناصر قائمة بديلة إضافية للحوم تمتد إلى بدائل الدجاج وسندويشات الإفطار. جاء هذا الإعلان بعد الاختبار الناجح لبدائل اللحوم التي تعتمد على نباتات بيوند ميت Beyond Meats.

### اختلافات القائمة الدولية

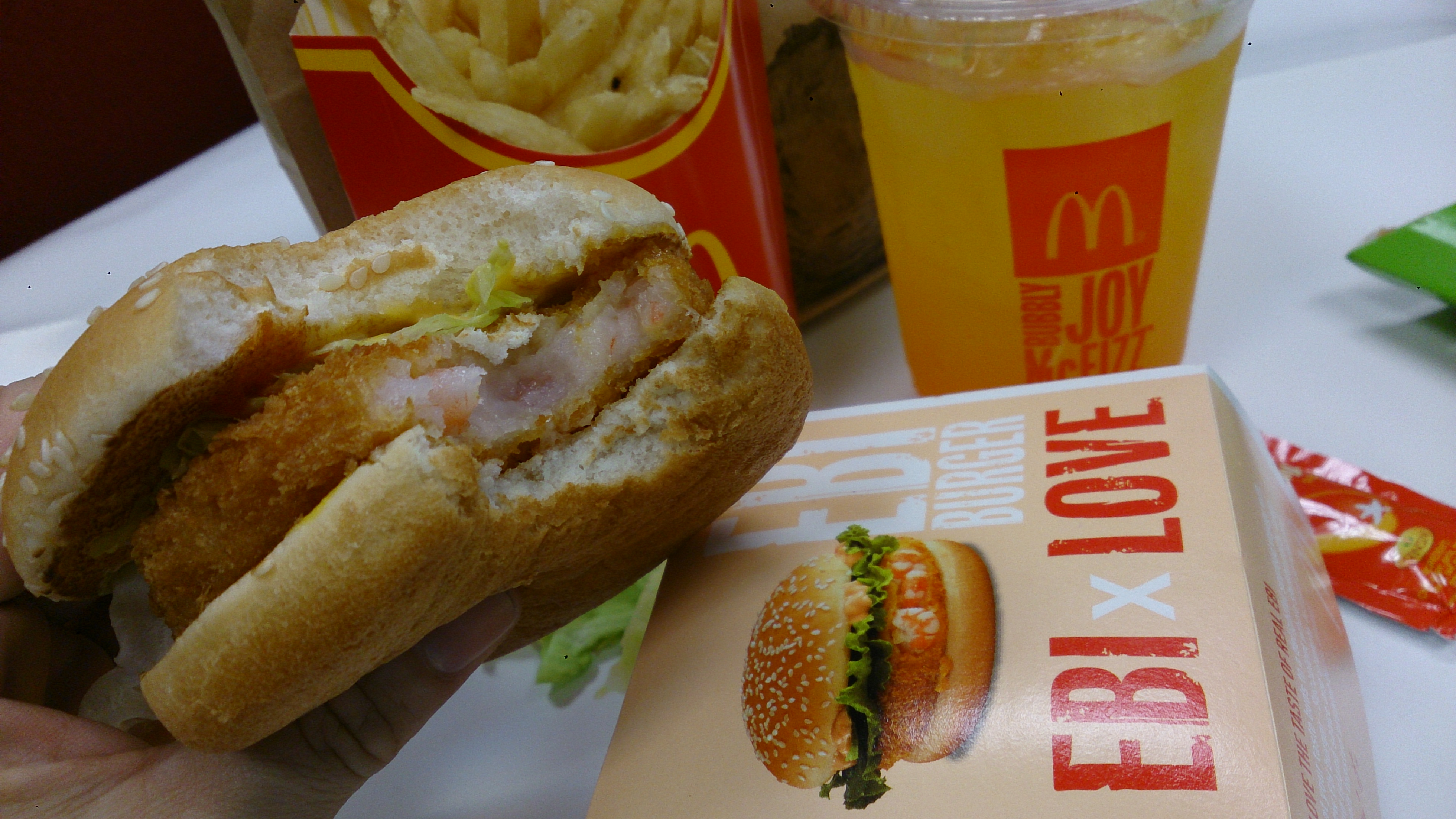
تباع وجبة ماكدونالدز كروكيت الجمبري فيست في فروع في سنغافورة، نوفمبر 2013. تشتهر ماكدونالدز بتخصيص قوائمها في أسواق مختلفة لتلبية الأذواق المحلية.

تقدم المطاعم في العديد من البلدان، وخاصة في آسيا، الحساء. هذا الانحراف المحلي عن القائمة القياسية هو خاصية معروفة من أجلها السلسلة بشكل خاص، ويتم توظيفها إما للالتزام بالمحرمات الغذائية الإقليمية (مثل الحظر الديني لاستهلاك لحوم الأبقار في الهند) أو لتوفير الأطعمة التي يستخدمها السوق الإقليمي مألوف أكثر (مثل بيع Mc-Rice في إندونيسيا، أو برجر الجمبري Ebi في سنغافورة واليابان). في ألمانيا وبعض دول أوروبا الغربية، تبيع ماكدونالدز البيرة. في نيوزيلندا، تبيع ماكدونالدز فطائر اللحم، بعد أن أعادت شركة ماكدونالدز النيوزيلندية التابعة لها جزئيًا إطلاق سلسلة مطاعم Georgie Pie السريعة التي اشترتها في عام 1996. في اليونان، تم تغيير الهامبرغر المميز، بيج ماك، بإضافة صلصة تزاتزيكي والتعبئة في خبز بيتا.
في الولايات المتحدة وكندا، بعد تجارب محدودة على أساس إقليمي، بدأت ماكدونالدز في عامي 2015 و 2017 على التوالي، تقديم قائمة إفطار جزئية خلال جميع ساعات عمل مطاعمها.
ومن الأكثر شيوعا من وجبات ماكدونالدز:
- ماك تشكن
- بيج ماك
- بيج تايستي
- كوارتر باوند
- تشيز برجر
- قراند تشكن
- ماك فيليه (سمك)
- تشيكن فيليه
- ماك اريبيا
- الفرنسي
- البرازيلي

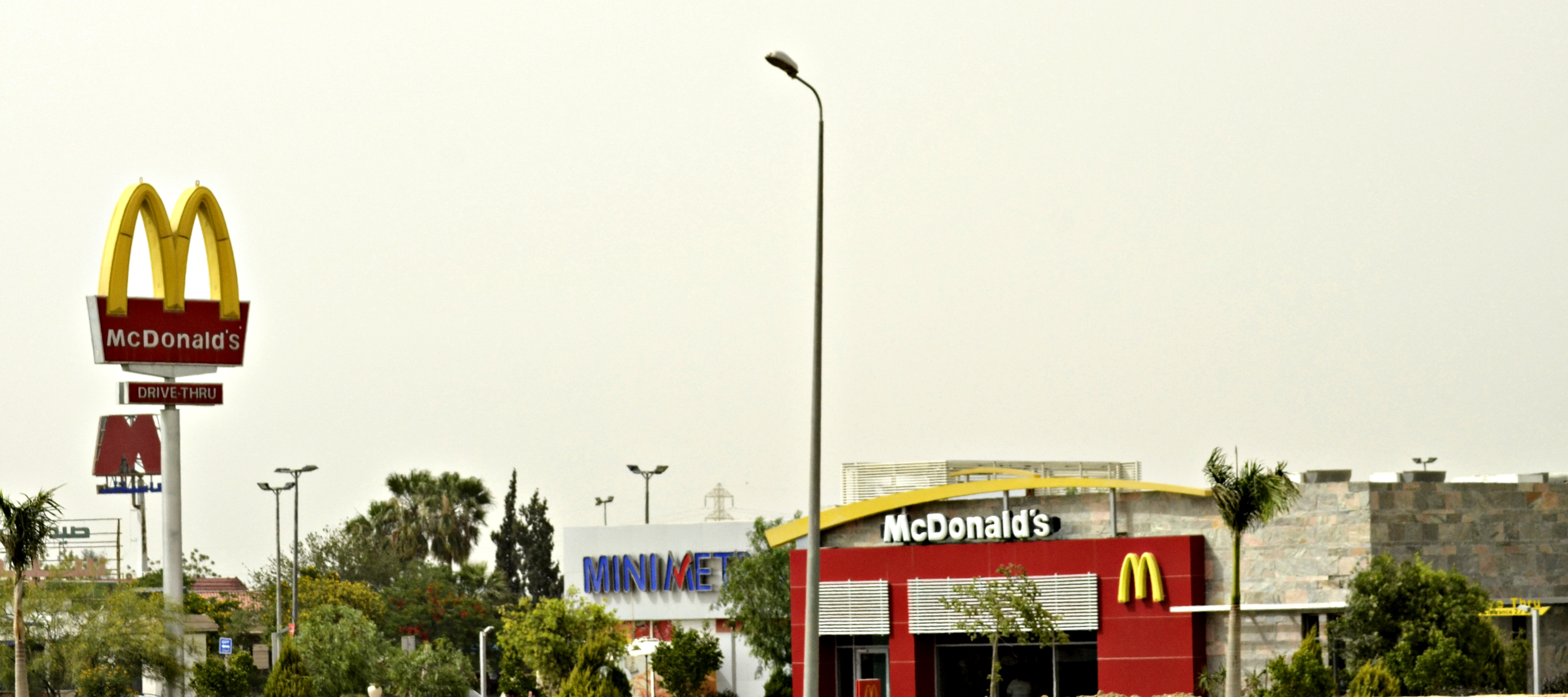
فرع لماكدونالدز بمدينة السادات، مصر.
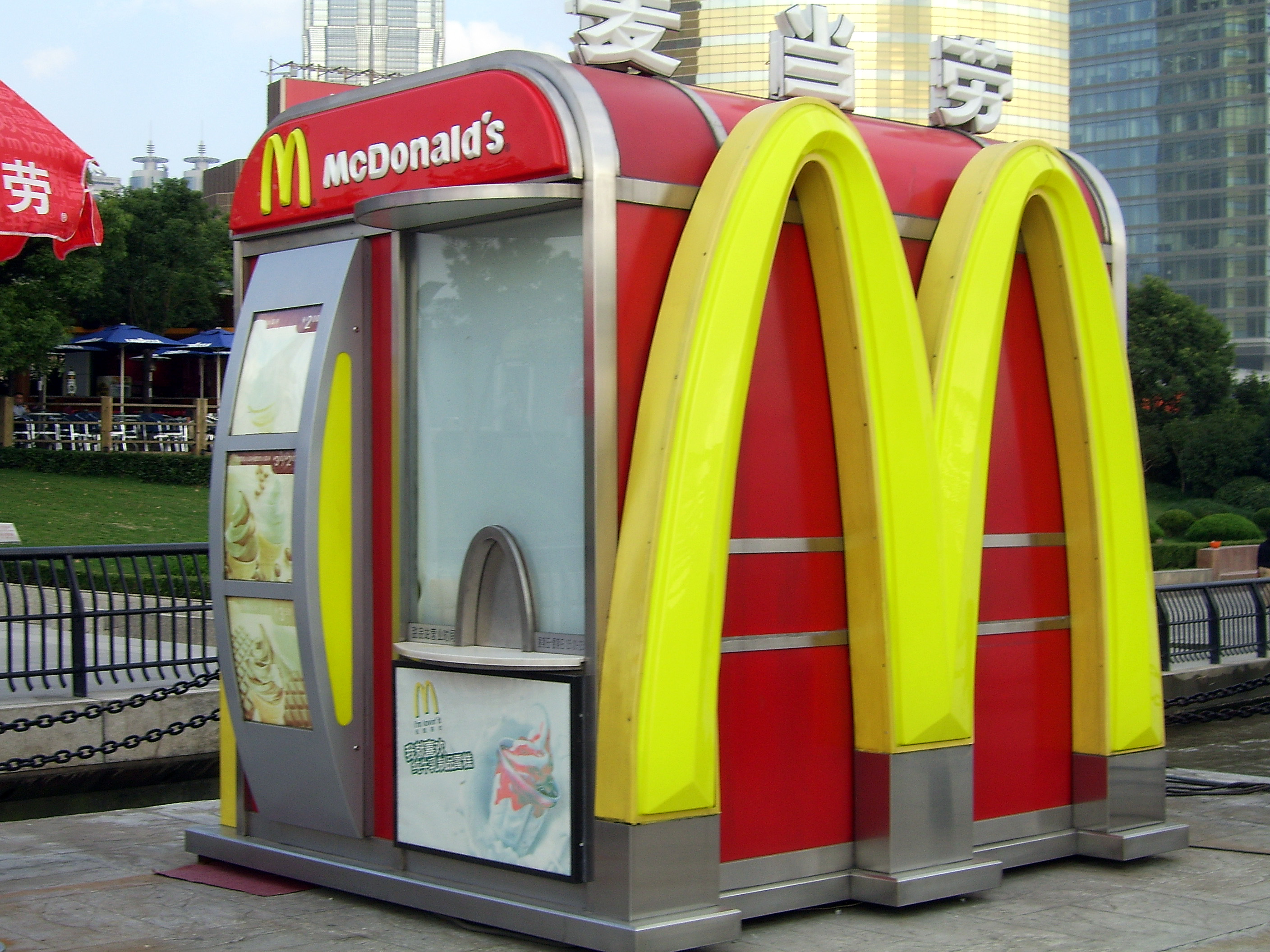
أشارة ماكدونالدز المشهورة عالميا
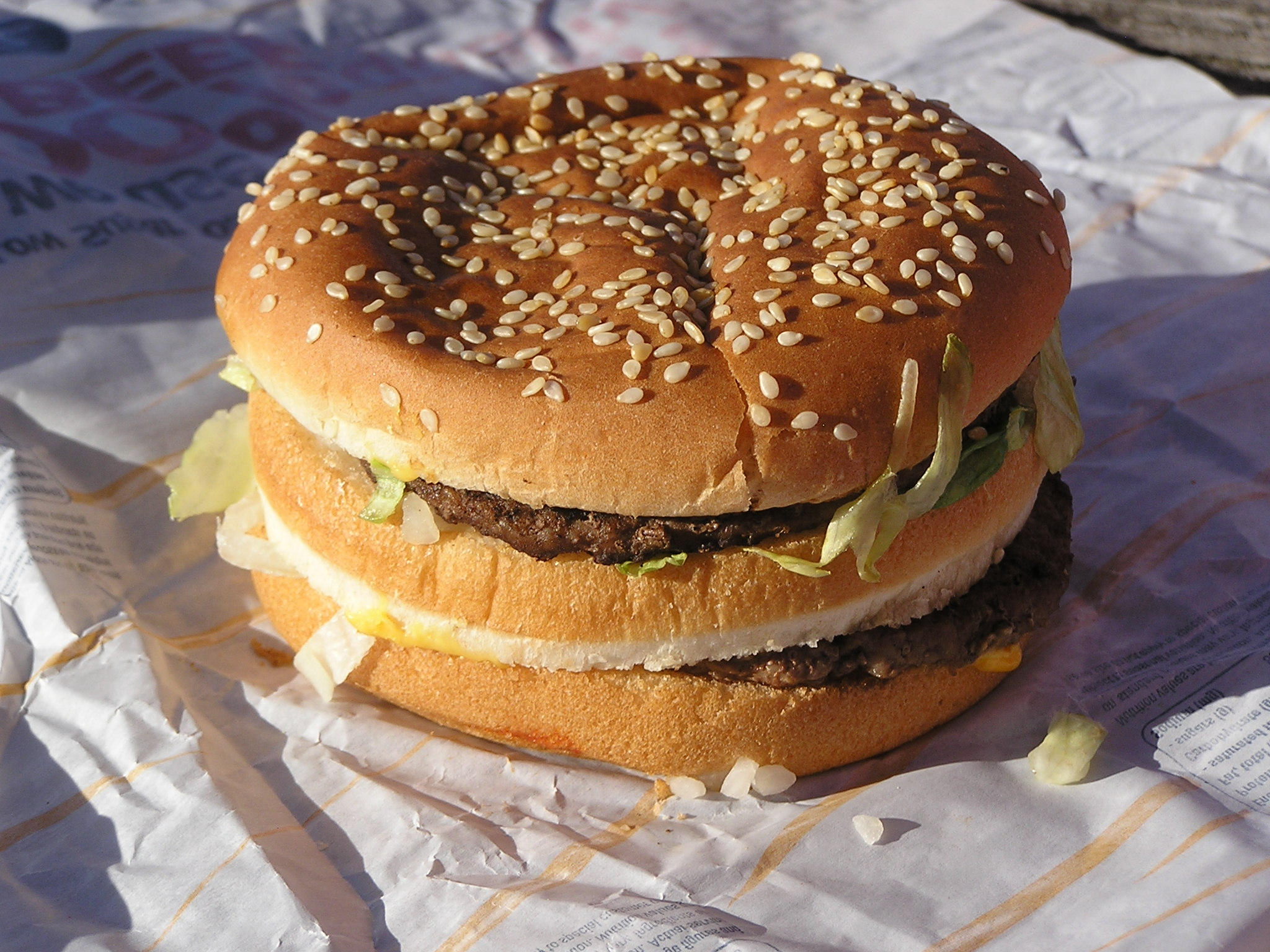
شطيرة بيج ماك الشهيرة
شعار ماكدونالدز القديم بالعربي

## المطاعم

### أنواع المطاعم

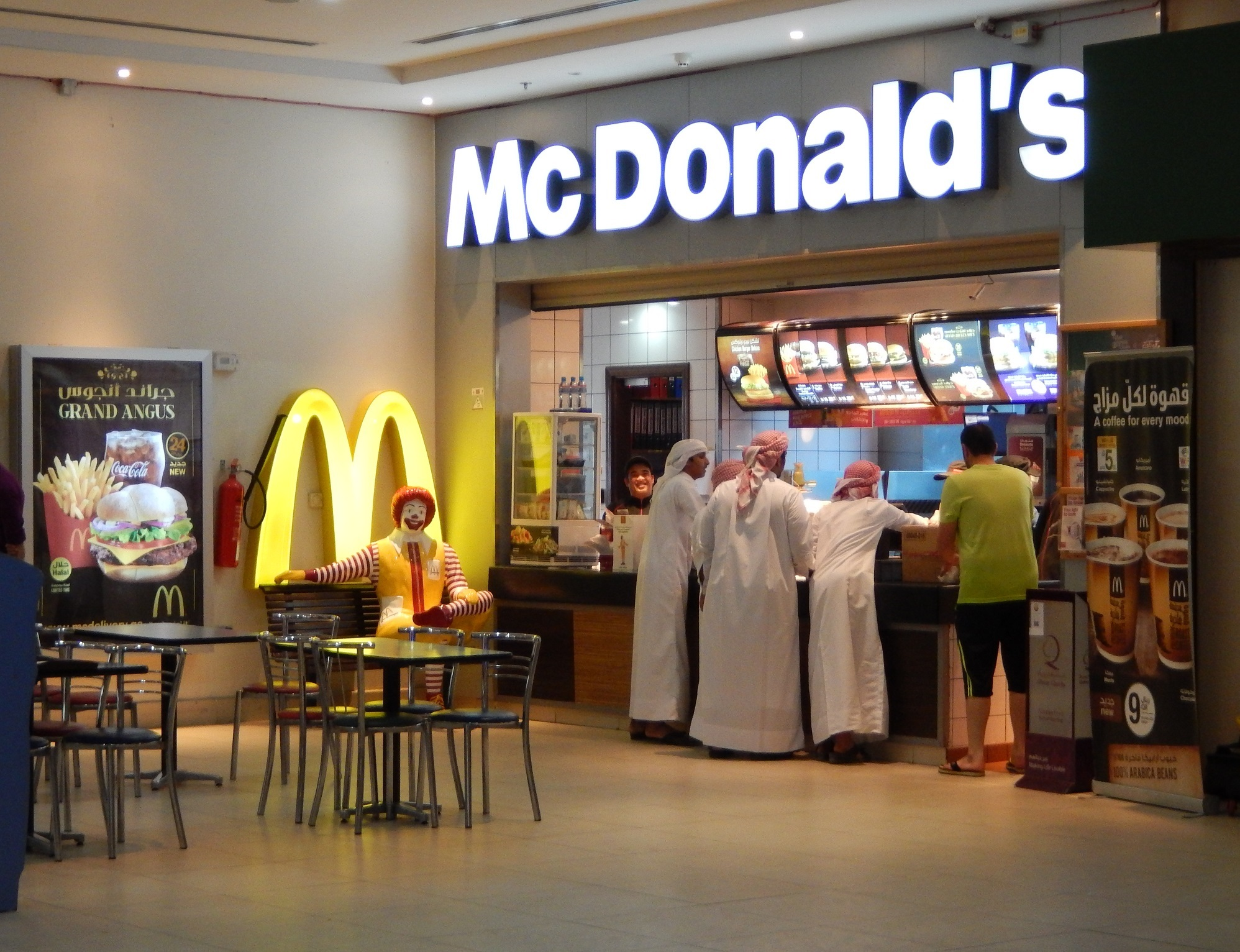
Counter service in a McDonald's restaurant in Dukhan، قطر

تقدم معظم مطاعم ماكدونالدز المستقلة كلاً من خدمة الانتظار بالدور وخدمة السيارات، مع أماكن جلوس داخلية وأحيانًا خارجية. غالبًا ما يكون لمحطات Drive-Thru أو الشراء الالي أو «اشتري وقد» أو «ماك درايف» كما هو معروف في العديد من البلدان، محطات منفصلة لتقديم الطلبات ودفعها واستلامها، على الرغم من دمج الخطوتين الأخيرتين؛ تم تقديمه لأول مرة في سييرا فيستا، أريزونا عام 1975، على غرار سلاسل الوجبات السريعة الأخرى. تم افتتاح أول مطعم من هذا النوع في بريطانيا في منطقة فالو فيلد في مانشستر عام 1986. عام 1994 حاولت ماكدونالدز تطبيق نكوذج Hearth Express، وهو نموذج أولي متخصص في وجبات الطعام المنزلية. من بين العروض المعروضة رغيف اللحم والدجاج المقلي ولحم الخنزير المخبوز. بدأت هذه التجربة بموقع واحد في دارين، إلينوي، لكنها انتهت في عام واحد فقط.

#### طلبات السيارة (ماك درايف)
في بعض البلدان لا تقدم مواقع ماك درايف بالقرب من الطرق السريعة خدمة أو أماكن جلوس. في المقابل، غالبًا ما تتجاهل المواقع في أحياء المدينة عالية الكثافة خدمة النقل بالسيارة. هناك أيضًا عدد قليل من المواقع، معظمها في مناطق وسط المدينة، التي تقدم خدمة "Walk-Thru" بدلا من خدمة طلبات السيارة Drive-Thru.

#### ماك كافيه

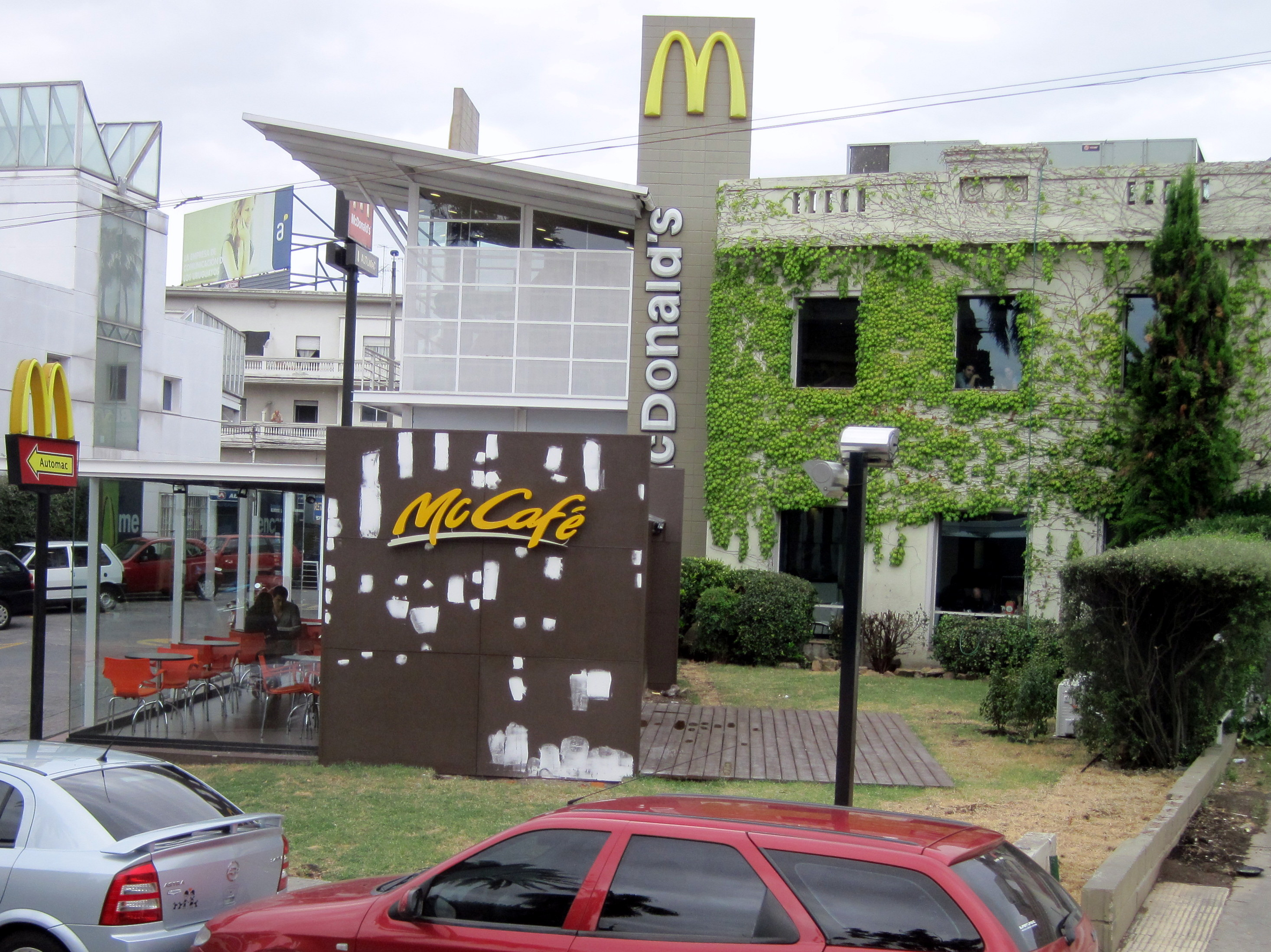
مونتفغيدو ماك كافيه

ماك كافي هو خدمة مرافقة على طراز المقهى لمطاعم ماكدونالدز. تم إنشاء هذا المفهوم من قبل ماكدونالدز أستراليا، حيث يتم تسويقه على أنه كافيه داخلي، بدءًا من ملبورن في عام 1993. اعتبارًا من عام 2016 ، معظم فروع ماكدونالدز في أستراليا لديها ماك كافي يقع داخل مطعم ماكدونالدز الحالي. في تسمانيا، توجد الخدمة في كل مطعم، بينما تحذو بقية الولايات حذوها بسرعة. بعد الترقية إلى الشكل والمظهر الجديد للخدمة، لاحظت بعض المطاعم الأسترالية زيادة في المبيعات تصل إلى 60 بالمائة. في نهاية عام 2003 ، كان هناك أكثر من 600 ماك كافي في جميع أنحاء العالم.

#### "مطاعم "ابتكر ذوقك"
من عام 2015 إلى عام 2016 ، جربت ماكدونالدز خدمة برجر ذواقة جديدة ومفهوم المطعم يعتمد على مطاعم الذواقة الأخرى مثل شيك شاك وجريلد. تم طرحه لأول مرة في أستراليا خلال الأشهر الأولى من عام 2015 وتم توسيعه ليشمل الصين وهونغ كونغ وسنغافورة والمملكة العربية السعودية ونيوزيلندا، مع التجارب الجارية في السوق الأمريكية. في أكشاك «ابتكر مذاقك» Create Your Taste (CYT)، يمكن للعملاء اختيار جميع المكونات بما في ذلك نوع الخبز واللحوم بالإضافة إلى الإضافات الاختيارية. في أواخر عام 2015 ، قدمت الخدمة في الأسترالية طبق السلطات في CYT.
بعد أن طلب شخص ما، نصحت ماكدونالدز بأن أوقات الانتظار تتراوح بين 10 و 15 دقيقة. عندما كان الطعام جاهزًا، أحضر الطاقم المدرب («المضيفون») الطعام إلى مائدة العميل. بدلاً من عبوات الكرتون والبلاستيك المعتادة لماكدونالدز، تم تقديم طعام خدمة CYT على ألواح خشبية وبطاطا مقلية في سلال سلكية وسلطات في أطباق صينية مع أدوات مائدة معدنية. تم تطبيق سعر أعلى. في نوفمبر 2016 ، تم استبدال الخدمة ببرنامج "Signature Crafted Recipes" المصمم ليكون أكثر كفاءة وأقل تكلفة.

#### اساليب أخرى

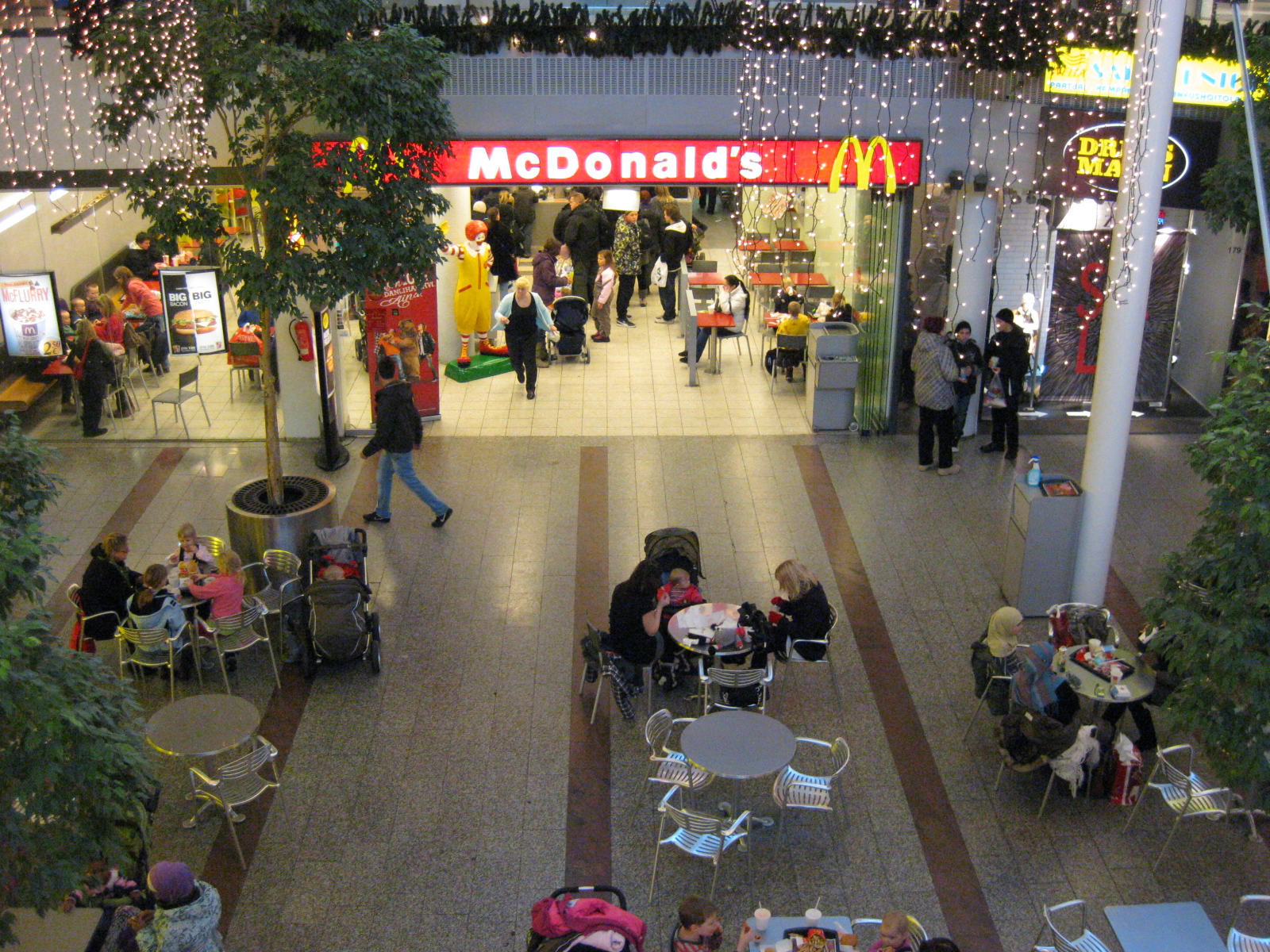
McDonald's at the Itis Mall in ، هلسنكي، فنلندا

ترتبط بعض المواقع بمحطات الوقود والمتاجر الصغيرة، في حين أن مواقع أخرى تسمى ماك اكسبريس McExpress فيها أماكن جلوس و / أو قائمة محدودة أو قد تكون موجودة في مركز تسوق. توجد مطاعم ماكدونالدز الأخرى في متاجر وول مارت. أيضا خدمة ماك ستوب McStop هو موقع يستهدف سائقي الشاحنات والمسافرين الذين قد يكون لديهم خدمات موجودة في محطات الشاحنات.
في السويد يمكن للعملاء الذين يطلبون وجبة هابي ميل استخدام حاوية الوجبة لزوج من النظارات الواقية. ابتكرت الشركة لعبة للنظارات تعرف باسم Slope Stars. "تتنبأ ماكدونالدز بأن النظارات الواقية السعيدة ستستمر في البلدان الأخرى. في هولندا، قدمت ماكدونالدز McTrax الذي يتضاعف كاستوديو تسجيل؛ يتفاعل مع اللمس. يمكنهم إنشاء إيقاعاتهم الخاصة مع توليف وتعديل الأصوات مع تأثيرات خاصة.

#### ساحات اللعب

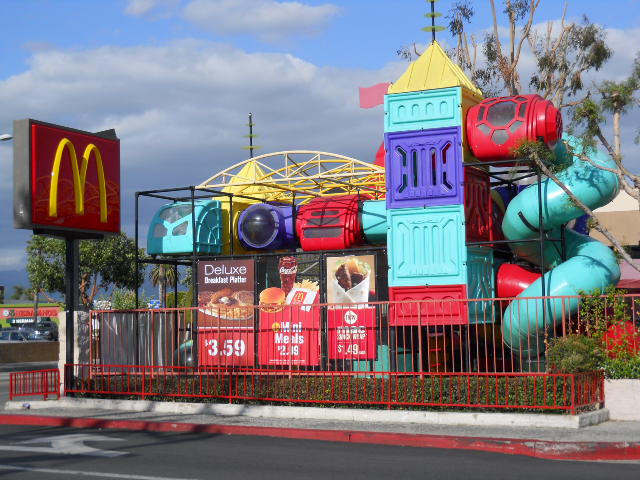
A McDonald's in Panorama City, Los Angeles, California with a Playplace designed to promote a family-friendly image

ماكدونالدز في بانوراما سيتي، لوس أنجلوس، كاليفورنيا مع Playplace مصمم للترويج لصورة مناسبة للعائلة
تسمى ملاعب ماكدونالدز ماكدونالدز بلاي بلاس. تتميز بعض مطاعم ماكدونالدز في الضواحي وبعض المدن بملاعب داخلية أو خارجية كبيرة. تم تقديم أول PlayPlace مع تصميم أنبوب الزحف المألوف مع حفر الكرة والشرائح في عام 1987 في الولايات المتحدة، مع إنشاء المزيد بعد فترة وجيزة.[بحاجة لمصدر]

#### ماكدونالدز نيكست
يستخدم ماكدونالدز Next تصميم مفهوم مفتوح ويقدم طلبًا رقميًا «ابتكر ذوقك». يوفر متجر المفاهيم أيضًا خدمة شحن الجهاز المحمول وخدمة الطاولة مجانًا بعد الساعة 6:00 مساءً. تم افتتاح أول متجر في هونغ كونغ في ديسمبر 2015.

### إعادة التصاميم عام 2006

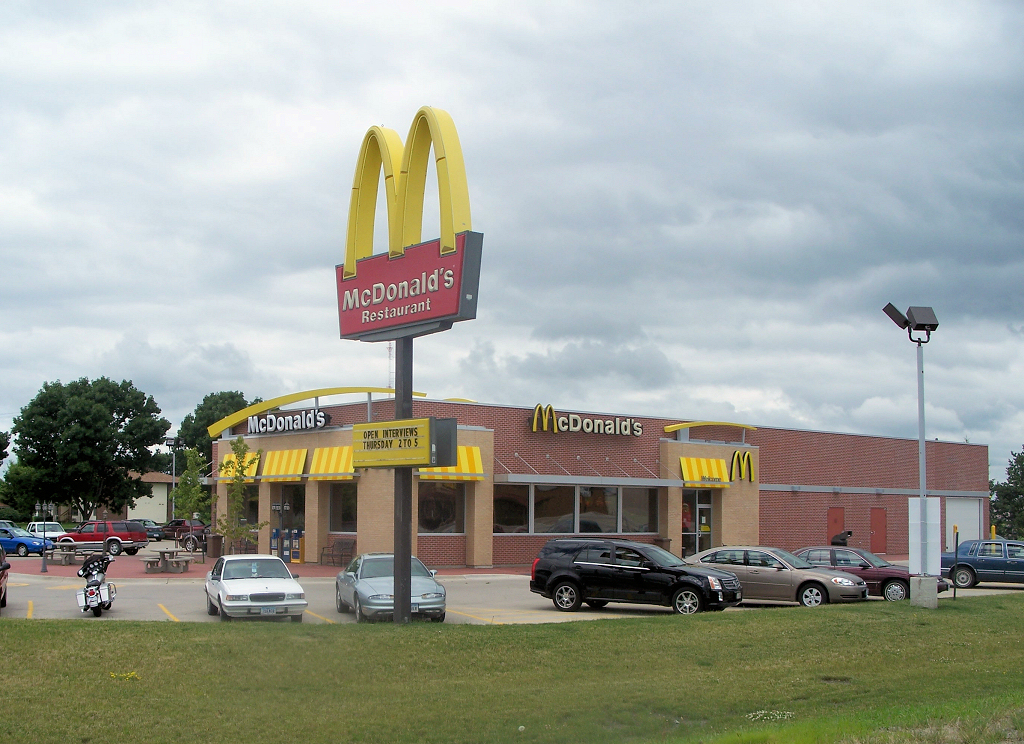
An American McDonald's in Mount Pleasant, Iowa in June 2008; this is an example of the "new" look of American McDonald's restaurants

في عام 2006، قدمت ماكدونالدز علامتها التجارية "Forever Young" من خلال إعادة تصميم جميع مطاعمها، وهي أول إعادة تصميم رئيسية منذ السبعينيات.
الهدف من إعادة التصميم هو أن تكون أشبه بمقهى، على غرار ستاربكس. يتضمن التصميم طاولات خشبية وكراسي من الجلد الصناعي وألوان هادئة. تم كتم اللون الأحمر إلى الطين، وتم تحويل اللون الأصفر إلى اللون الذهبي للحصول على مظهر «مشمس» أكثر، كما تمت إضافة الزيتون الأخضر والمريمية.
لإضفاء مظهر أكثر دفئًا، تحتوي المطاعم على قدر أقل من البلاستيك والمزيد من الطوب والخشب، مع مصابيح معلقة حديثة لإنتاج توهج أكثر نعومة. تتميز العديد من المطاعم بخدمة الواي فاي المجانية وأجهزة تلفزيون بشاشات مسطحة. تشمل الترقيات الأخرى الدفع المزدوج، والأسقف المسطحة بدلاً من الأسقف الحمراء المائلة، واستبدال الألياف الزجاجية بالخشب. بدلاً من الأقواس الذهبية المألوفة، تتميز المطاعم بـ «نصف قوس ذهبي» (نصف قوس ذهبي)، على غرار Nike swoosh.

### حظر التدخين
بدأت ماكدونالدز في حظر التدخين في عام 1994 عندما فرضت قيودًا على العملاء من التدخين داخل 1400 مطعم مملوك لها بالكامل.

### جائحة كوفيد 2020

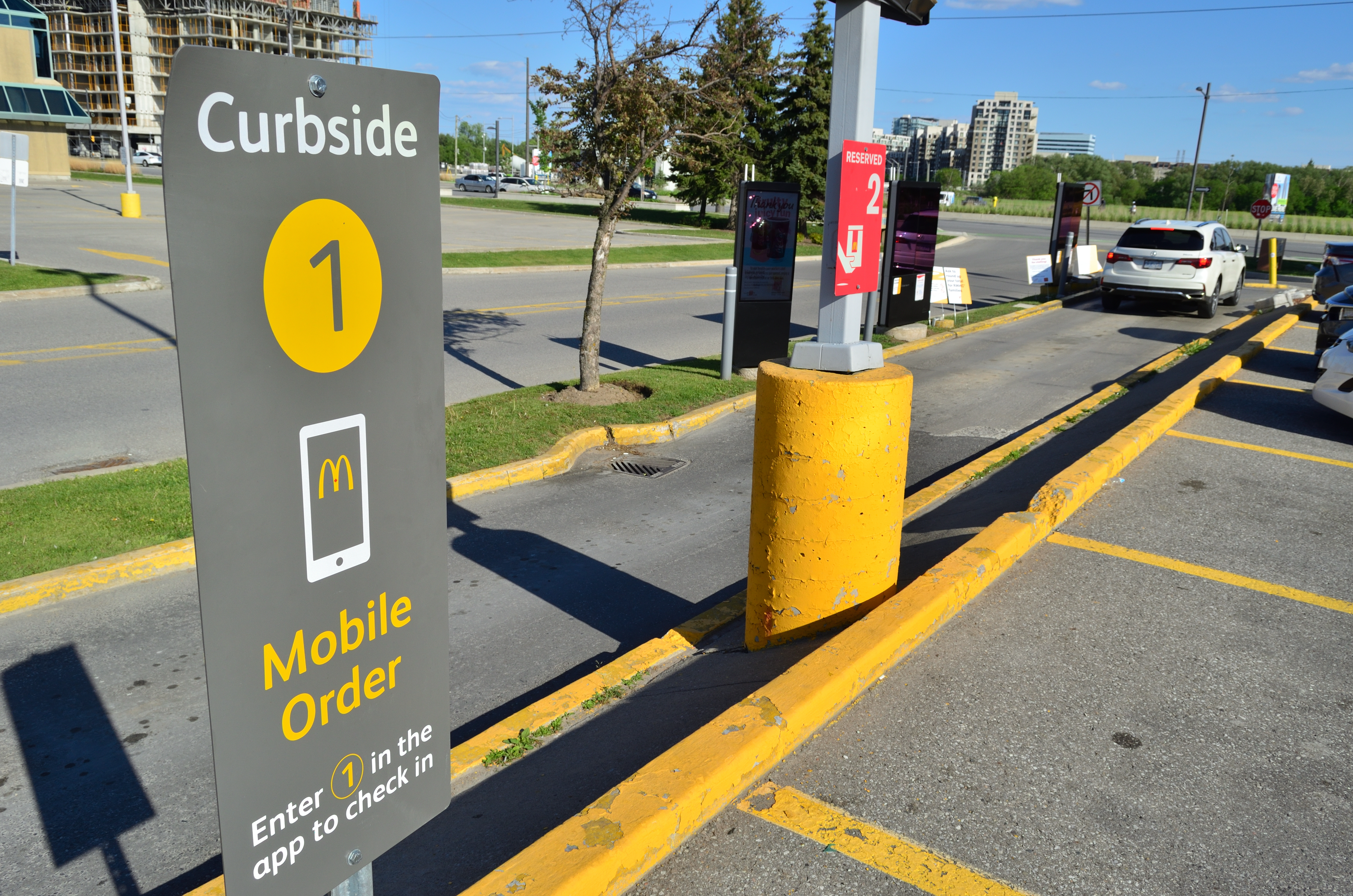
A curbside pickup at a McDonald's drive-thru during the COVID-19 pandemic

نتيجة لوباء كوفيد 19، أغلقت ماكدونالدز معظم المقاعد وجميع ساحات اللعب في مطاعمها في الولايات المتحدة. لقد انتقلت إلى الطلبات من الديلفري والسيارة إلى جانب الرصيف في المواقع وخدمات توصيل طلبات الطعام عبر الإنترنت. تم إغلاق المطاعم في عدد من البلدان بما في ذلك فرنسا وإيطاليا وإسبانيا والمملكة المتحدة وجمهورية أيرلندا مؤقتًا. تمت إعادة فتح بعض هذه المطاعم المغلقة لخدمة التوصيل من اجل التوصيل فقط مع قيود القائمة وحدود الإنفاق. في بلدان أخرى، بما في ذلك أستراليا وألمانيا وكندا، لم تغلق المطاعم ولكنها اقتصرت على توفير خدمة التوصيل من خلال السيارة والوجبات السريعة و / أو التوصيل فقط.
أُجبرت مطاعم الشركة في استراليا على إغلاق 11 مطعمًا في ملبورن مؤقتًا بعد اتصال الموظفين بسائق التوصيل الذي ثبتت إصابته بـ فيروس كوفيد19. أدت إعادة فتح مطاعم ماكدونالدز لخدمة السيارات في المملكة المتحدة إلى ظهور صفوف كبيرة من حركة المرور في جميع أنحاء البلاد. وحذرت شرطة أفون وسومرست من أن طوابير المرور الطويلة قد «تتسبب في حوادث» وانتقدت شرطة وارويكشاير الطوابير ووصفتها بأنها «خطيرة». في يوليو 2020، للربع الثاني من العام، أعلنت ماكدونالدز عن أرباح قدرها 66 سنتًا للسهم. مقارنة بالفترة نفسها من العام الماضي، فقد مثلت انخفاضًا بنسبة 68٪.

## العمليات التوظيف

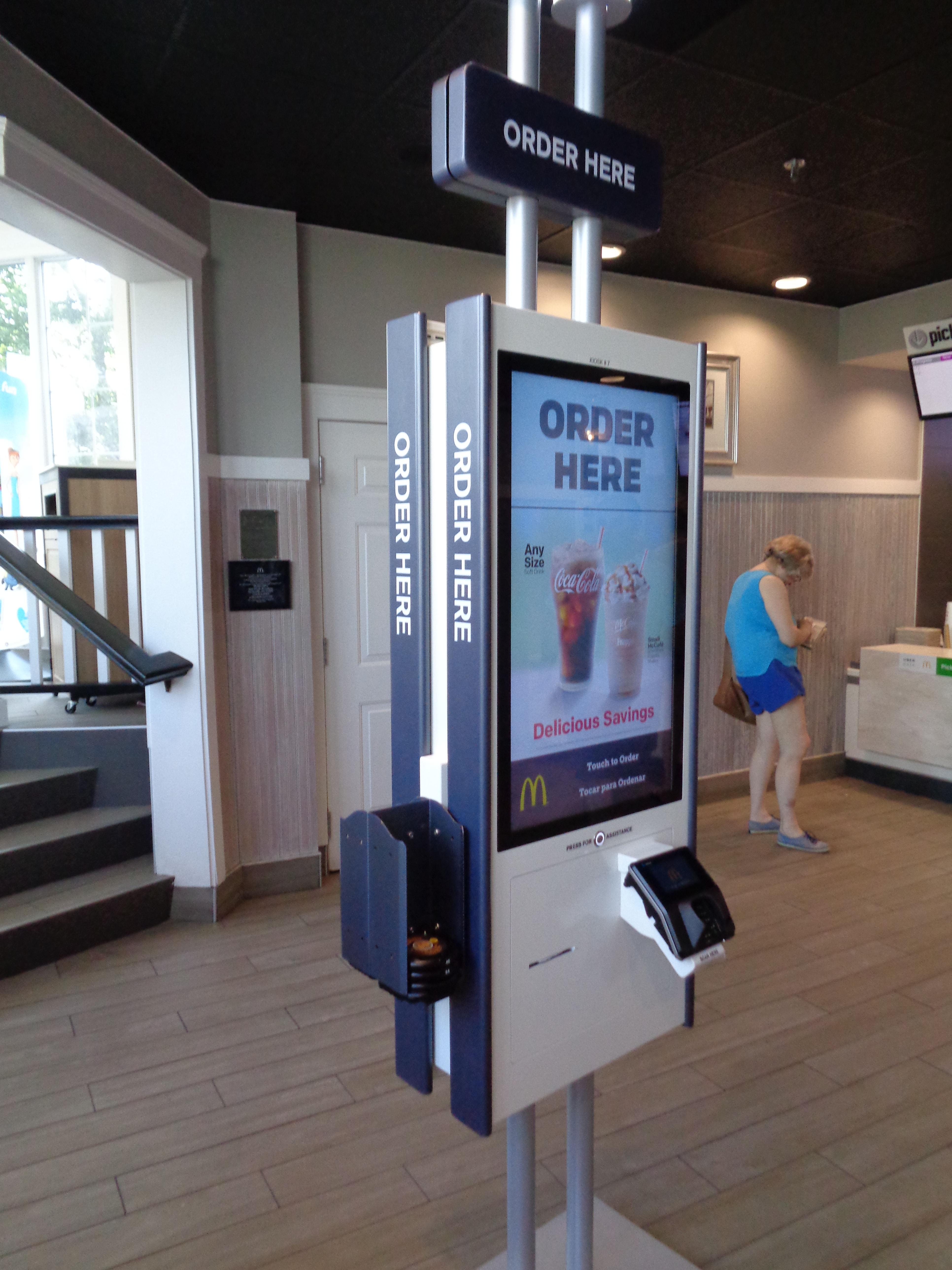
A kiosk for placing orders at the McDonald's in New Hyde Park, on لونغ آيلند, New York

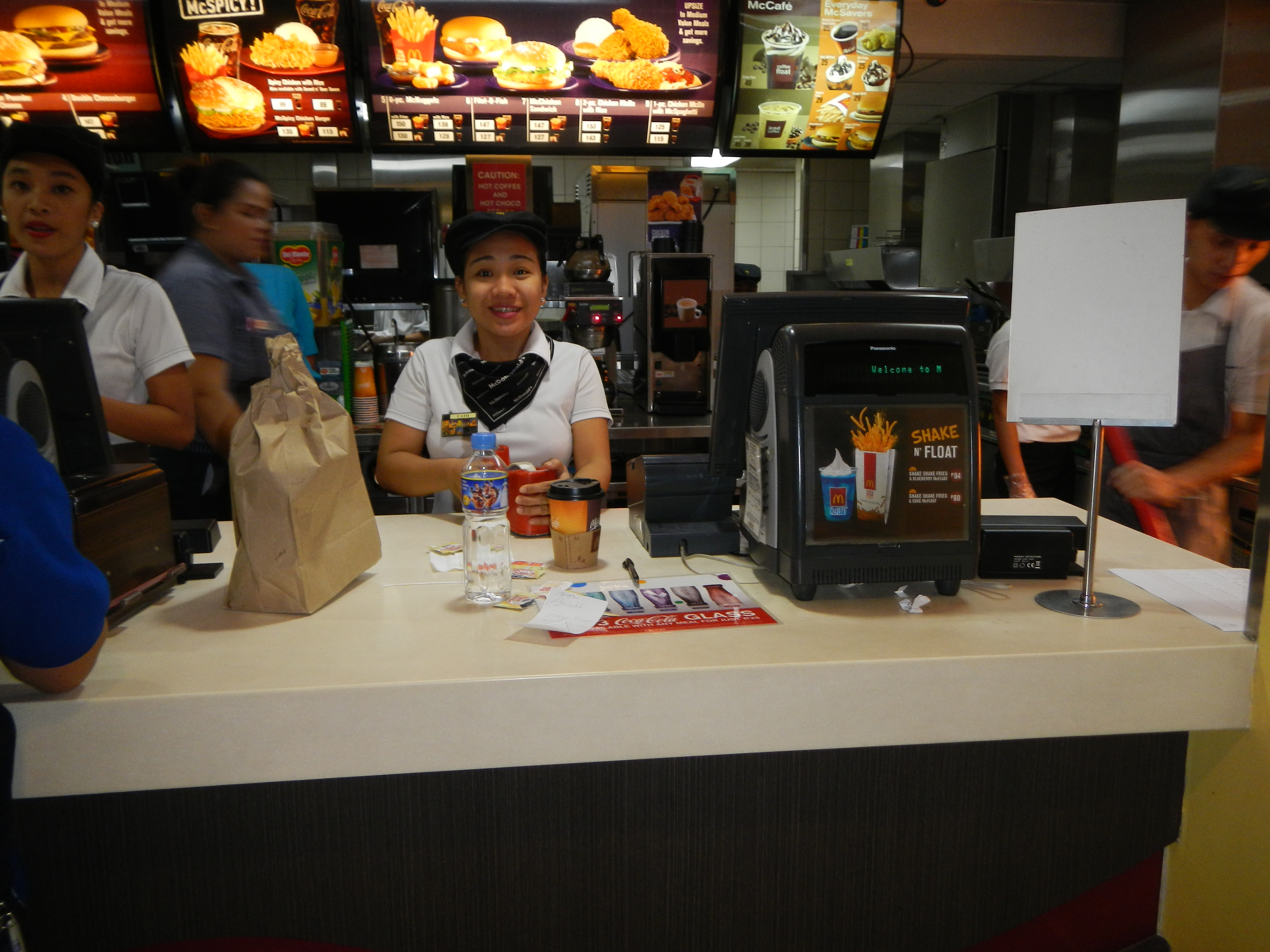
موظف ماكدونالدز يأخذ طلبًا في الفلبين.

### أتمتة العمل
منذ أواخر التسعينيات، حاولت ماكدونالدز استبدال الموظفين بأكشاك إلكترونية من شأنها أن تؤدي إجراءات مثل تلقي الطلبات وقبول الأموال. في عام 1999، اختبرت ماكدونالدز "E-Clerks" لأول مرة في ضواحي شيكاغو، إلينوي، وايومنغ، ميشيغان، حيث تمكنت الأجهزة من «توفير المال على الموظفين المباشرين» وجذب مبالغ شراء أكبر من متوسط الموظفين.
في عام 2013، قدرت جامعة أكسفورد أنه في العقود التالية ، كان هناك احتمال بنسبة 92٪ لإعداد الطعام وتقديمه ليصبح آليًا في مؤسسات الوجبات السريعة. بحلول عام 2016، شوهدت أكشاك ماكدونالدز الإلكترونية «ابتكر مذاقك» في بعض المطاعم على مستوى العالم حيث يمكن للعملاء طلب الوجبات حسب الطلب مع ضغط الموظفين من أجل زيادة الأجور في أواخر عام 2010، اعتقد البعض أن شركات الوجبات السريعة مثل ماكدونالدز ستستخدم الأجهزة لخفض تكاليف توظيف الأفراد.
في سبتمبر 2019، اشترت ماكدونالدز شركة مبتدئة تعتمد على الذكاء الاصطناعي لاستبدال الخوادم البشرية بالتكنولوجيا القائمة على الصوت في عملياتها في الولايات المتحدة.

### الأجور والرواتب
في 5 أغسطس 2013، كشفت صحيفة الغارديان أن 90 في المائة من القوى العاملة في ماكدونالدز في المملكة المتحدة تعمل بعقود صفرية، مما يجعلها أكبر رب عمل في القطاع الخاص في البلاد. في أبريل 2017، بسبب إضرابات الموظفين ، أعطوا جميع الموظفين خيار العقود الثابتة بدلاً من ذلك. أظهرت دراسة صادرة عن Fast Food Forward أجرتها أنزالونا ليزت غروف للابحاث Anzalone Liszt Grove Research أن ما يقرب من 84% من جميع موظفي الوجبات السريعة العاملين في مدينة نيويورك في أبريل 2013 قد حصلوا على أجور أقل من أجورهم القانونية من قبل أرباب عملهم.
من عام 2007 إلى عام 2011، اجتذب عمال الوجبات السريعة في الولايات المتحدة ما متوسطه 7 مليارات دولار من المساعدة العامة سنويًا نتيجة لتلقي أجور منخفضة. نصح موقع McResource الإلكتروني الموظفين بتقسيم طعامهم إلى قطع أصغر ليشعروا بالشبع، والسعي لاسترداد أموال مشتريات العطلات غير المفتوحة ، وبيع الممتلكات عبر الإنترنت مقابل نقود سريعة ، و «التوقف عن الشكوى» لأن «مستويات هرمون التوتر ترتفع بنسبة 15٪ بعد عشر دقائق من الشكوى.» في ديسمبر 2013 أغلقت ماكدونالدز موقع McResource وسط دعاية وانتقاد سلبيين. تخطط ماكدونالدز لمواصلة خط المساعدة الهاتفي الداخلي الذي يمكن لموظفيها من خلاله الحصول على المشورة بشأن مشاكل العمل والحياة.
يتهم مركز أبحاث ليبرالي يسمى معهد روزفيلت Roosevelt Institute بعض مطاعم ماكدونالدز بدفع أقل من الحد الأدنى للأجور لشغل وظائف بسبب سرقة الأجور «المتفشية». في كوريا الجنوبية، تدفع ماكدونالدز للموظفين بدوام جزئي 5.50 دولارات للساعة وتتهم بدفع أقل مع تعديلات تعسفية في الجداول الزمنية وتأخيرات في الدفع. في أواخر عام 2015 تشير البيانات المجمعة المجهولة التي جمعتها غلاس دور Glassdoor إلى أن ماكدونالدز في الولايات المتحدة تدفع للموظفين المبتدئين ما بين 7.25 دولارًا في الساعة و 11 دولارًا في الساعة، بمتوسط 8.69 دولار في الساعة. يتقاضى مديرو النوبات رواتبهم بمعدل 10.34 دولارًا في الساعة. يتقاضى المديرون المساعدون ما معدله 11.57 دولارًا في الساعة [الرئيس التنفيذي لشركة ماكدونالدز ، ستيف إيستربروك ، يتقاضى راتباً سنوياً قدره 1100000 دولار. بلغ إجمالي تعويضاته لعام 2017 ما قيمته 21.761.052 دولار.

#### الاضراب

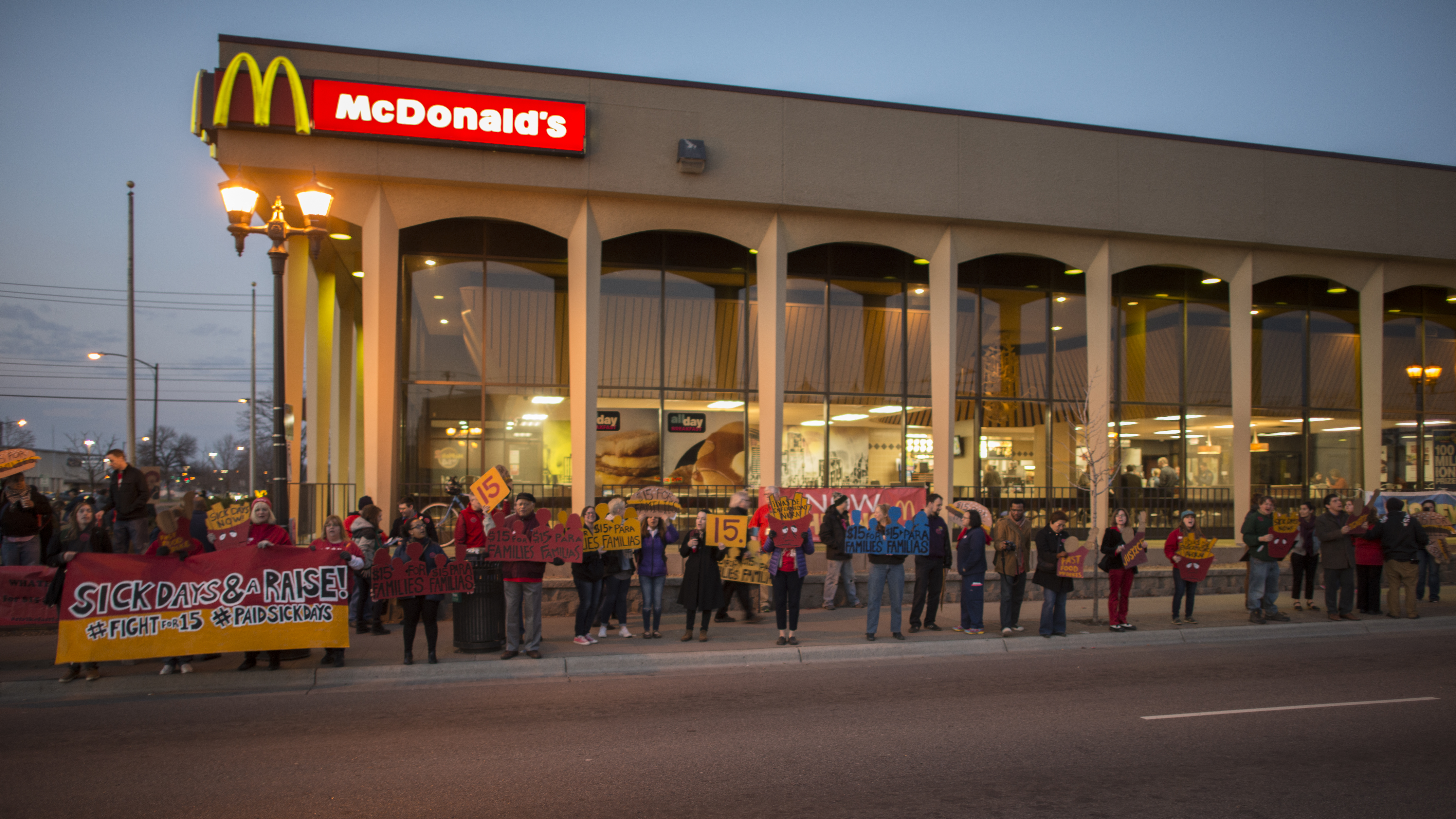
Fast food workers on strike outside of a McDonald's in St. Paul, Minnesota

قرر عمال ماكدونالدز في بعض المناسبات الإضراب عن الأجور ، حيث طالب معظم الموظفين المضربين بدفع 15.00 دولارًا. صرح إد رينسي ، الرئيس التنفيذي السابق لماكدونالدز ، عند إجراء مقابلة معه حول الإضرابات التي حدثت ، قائلاً: «إن شراء ذراع آلي بقيمة 35000 دولار أرخص من توظيف موظف غير كفء يكسب 15 دولارًا في الساعة في تعبئة البطاطس المقلية» مع شرح رينسي أن زيادة أجور الموظفين يمكن أن تأخذ بعيدًا عن وظائف المبتدئين. ومع ذلك ، وفقًا لإيستربروك ، شهدت زيادة الأجور والمزايا للعمال زيادة بنسبة 6٪ في رضا العملاء عند مقارنة بيانات الربع الأول من عام 2015 بالربع الأول من عام 2016، مع ظهور عوائد أكبر نتيجة لذلك.
في سبتمبر 2017، وافق متجرين بريطانيين من ماكدونالدز على إضراب على عقود الصفر ساعة للموظفين. تم تشكيل خطوط الالتقاط حول متجرين في كرايفورد وكامبريدج. تم دعم الإضراب من قبل زعيم المعارضة جيريمي كوربين.

### أساليب الإضراب عبر العنف
احتل العمال في مطعم ماكدونالدز في سان بارتيليمي ، مرسيليا المطعم ، احتجاجًا على الإغلاق المخطط له. يعمل في المطعم 77 شخصًا، وهو ثاني أكبر صاحب عمل في القطاع الخاص في سان بارتيلي، حيث يبلغ معدل البطالة 30 بالمائة. ادعى محامو كمال القماري وكيل متجر في الامتياز، أنه جرت محاولة لقتله عندما صدمته سيارة في موقف سيارات المطعم.

### ظروف العمل
في مارس 2015، قدم عمال مطاعم ماكدونالدز في 19 مدينة أمريكية 28 شكوى تتعلق بالصحة والسلامة إلى إدارة السلامة والصحة المهنية في الولايات المتحدة والتي تزعم أن قلة الموظفين ونقص معدات الحماية وضعف التدريب والضغط للعمل بسرعة قد أدى إلى وقوع إصابات. وتزعم الشكاوى أنه بسبب نقص إمدادات الإسعافات الأولية ، طلبت الإدارة من العمال معالجة إصابات الحروق بالتوابل مثل المايونيز والخردل. ساعدت منظمة الكفاح من أجل 15 دولار العمال في تقديم الشكاوى.

## معايير الرفق بالحيوان
عام 2015 تعهدت ماكدونالدز بالتوقف عن استخدام البيض من منشآت أقفاص التي تعمل بالبطاريات بحلول عام 2025. حيث أن ماكدونالدز تشتري أكثر من ملياري بيضة سنويًا أو 4 في المائة من البيض المنتج في الولايات المتحدة، فمن المتوقع أن يكون لهذا التبديل تأثير كبير على صناعة البيض وهو جزء من اتجاه عام نحو البيض الخالي من الأقفاص مدفوعًا بقلق المستهلك بشأن الظروف المعيشية القاسية للدجاج. تتعرض أنظمة الطيور التي سيتم الحصول منها على البيض الجديد للاضطراب بسبب ارتفاع معدلات الوفيات ، فضلاً عن إدخال مشكلات تتعلق بالبيئة وسلامة العمال. سيتطلب معدل وفيات الدجاجات المرتفع، والذي يزيد عن ضعف مثيله في أنظمة قفص البطاريات، بحثًا جديدًا للتخفيف من حدته. تحتوي المنشآت على مستويات أعلى من الأمونيا بسبب خروج البراز في الهواء. أثار المنتجون مخاوف بشأن تكلفة الإنتاج، والتي من المتوقع أن تزيد بنسبة 36 في المائة. تواصل ماكدونالدز الحصول على لحم الخنزير من المرافق التي تستخدم صناديق الحمل ، وفي عام 2012 تعهدت بالتخلص منها تدريجياً.

## الدعاية والتسويق
حافظت ماكدونالدز على مدى عقود على حملة إعلانية واسعة النطاق. بالإضافة إلى وسائل الإعلام المعتادة (التلفزيون والراديو والصحف)، تستخدم الشركة بشكل كبير اللوحات الإعلانية واللافتات، كما ترعى الأحداث الرياضية التي تتراوح من Little League إلى كأس العالم لكرة القدم التي تنظمها الفيفا والألعاب الأولمبية. ولعب التلفزيون دورًا مركزيًا في إستراتيجية الإعلان للشركة. حتى الآن ، استخدمت ماكدونالدز 23 شعارًا مختلفًا في إعلانات الولايات المتحدة، بالإضافة إلى بعض الشعارات الأخرى لدول ومناطق محددة.

### الوجبات ذات التسميات الشهيرة
عام 1992، أصبح لاعب كرة السلة مايكل جوردان أول المشاهير الذين أطلقوا اسمه على وجبة ماكدونالدز القيمة. «ماك جوردان»، ربع باوندر مع مخلل وشرائح بصل نيئ ولحم مقدد وصلصة باربيكيو ، كانت متوفرة في امتيازات شيكاغو. في سبتمبر 2020، دخلت ماكدونالدز في شراكة مع مغني الراب ترافيس سكوت لإطلاق «وجبة ترافيس سكوت»، وهي عبارة عن كوارتر باوندر مع الجبن ولحم الخنزير المقدد والخس والمخللات والكاتشب والخردل ؛ بطاطس متوسطة مع صلصة باربيكيو وسبرايت ، على الصعيد الوطني. صمم سكوت زيًا جديدًا لموظفي ماكدونالدز وأصدر بضائع Cactus Jack باستخدام صور قديمة من تاريخ سلسلة مطاعم الوجبات السريعة. تابعت الشركة بتقديم "J Balvin Meal"، وهو بيج ماك بدون مخللات؛ البطاطس المقلية مع الكاتشب وأوريو ماك فلوري، بالشراكة مع مغني ريجيين جي بالفين.

### الإعلان في الفضاء
عقدت ماكدونالدز ووكالة ناسا اتفاقية إعلانية لمهمة مخططة للكويكب 449 هامبورغ؛ ومع ذلك ، تم إلغاء اطلاق المركبة الفضائية في النهاية.

### رعاية راليناسكار

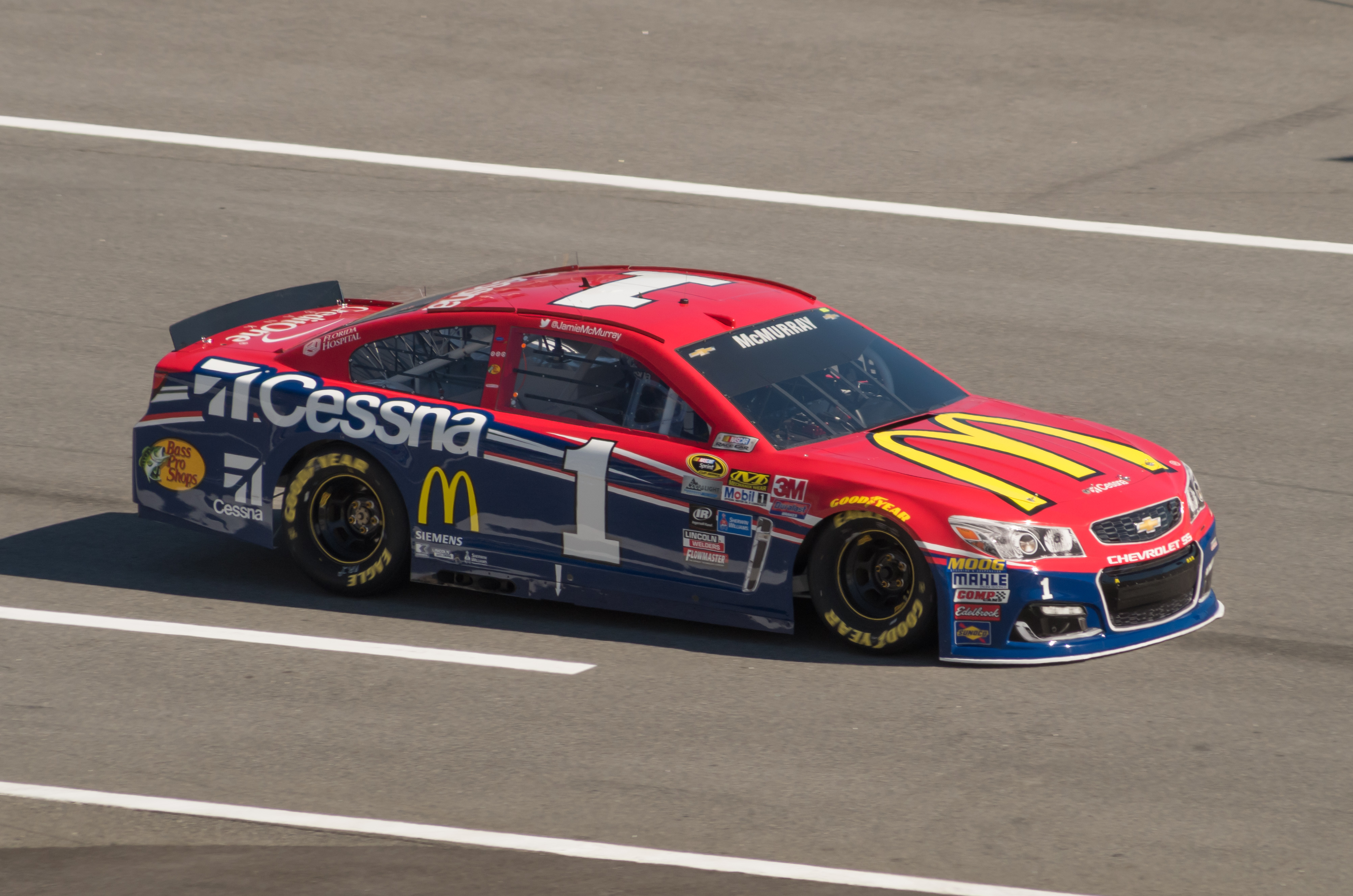
رعاية شركة ماكدونالدز لسيارة Jamie McMurray في عام 2017

دخلت ماكدونالدز سلسلة كأس ناسكار في عام 1977، برعاية ريتشارد تشيلدرس لسباق واحد. بين عامي 1977 و 1986، قامت ماكدونالدز برعاية عدد قليل من السباقات في موسم واحد. في عام 1993، أصبحت ماكدونالدز الراعي المتفرغ للسيارة رقم 27 جونيور جونسون وشركاه فورد بقيادة هت ستريكلين. في عام 1994، تم استبدال السائق ستركلين في السيارة من قبل جيمي سبينسير Jimmy Spencer، الذي فاز مرتين في ذلك الموسم. في الموسم التالي انتقلت ماكدونالدز إلى السيارة رقم 94 بيل إليوت راسينغ فورد، بقيادة مالك الفريق بيل إليوت. بقيت ماكدونالدز مع إليوت حتى موسم 2001 عندما انتقلوا مرة أخرى، هذه المرة إلى السيارة 96 PPI Motorsports Ford ‏، بقيادة المبتدئ آندي هوستون. ومع ذلك، عندما فشل الفريق في تقديم سيارة للموسم بأكمله، أصبحت ماكدونالدز غائبة عن ناسكار حتى عام 2004، عندما انضمت إلى Evernham Motorsports ‏ كراع بشكل جزئي للسائقين إليوت ووعدد من السائقين الاخرين.
خلال موسم 2010 دخلت ماكدونالدز في أطول شراكتها مع فريق في Chip Ganassi Racing، حيث رعت سيارة شيفروليه رقم 1 بقيادة جيمي ماكموري حتى سباقه الأخير في دايتونا 500 لعام 2019. انتقل ماكدونالدز إلى CGR's رقم 42 في كايل لارسون، الذي رعته الشركة حتى تعليقه في عام 2020، وأيضًا كان لديه شراكة سباق واحد مع رقم 43 شيفروليه ريتشارد بيتي موتورسبورتس بقيادة بوبا والاس في 2019 و2020. واصلت ماكدونالدز العمل مع رقم 42 تحت سائق جديد روس تشاستين في عام 2021 وانضم أيضًا إلى فريق والاس الجديد 23XI Racing كـ «شريك مؤسس».

### الجوائز الرياضية والتكريم
ماكدونالدز هي الراعي الرئيسي للعبة ماكدونالدز كل أمريكا ‏، وهي ألعاب كرة سلة من فئة النجوم يتم لعبها كل عام لخريجي كرة السلة في المدارس الثانوية الأمريكية والكندية.

## العمل الخيري

### يوم ماكدونالدز السعيد
يوم ماكدونالدز السعيد McHappy Day هو حدث سنوي في ماكدونالدز، يتم خلاله تخصيص نسبة من مبيعات اليوم للأعمال الخيرية. إنه الحدث المميز لجمع التبرعات لجمعية رونالد ماكدونالد هاوس الخيرية. عام 2007 تم الاحتفال به في 17 دولة: الأرجنتين وأستراليا والنمسا والبرازيل وكندا وإنجلترا وفنلندا وفرنسا وغواتيمالا والمجر وأيرلندا ونيوزيلندا والنرويج والسويد وسويسرا والولايات المتحدة وأوروغواي.
وفقًا لموقع ماك هابي الأسترالي ، تم جمع 20.4 مليون دولار في عام 2009. وكان الهدف لعام 2010 هو 20.8 مليون دولار.

### منحة ماكدونالدز مونوبولي
عام 1995، تلقى مستشفى سانت جود لبحوث الأطفال رسالة مجهولة مختومة بختم البريد في دالاس، تكساس ، تحتوي على قطعة لعبة ماكدونالدز مونوبولي الفائزة بمليون دولار. جاء مسؤولو ماكدونالدز إلى المستشفى برفقة ممثل من شركة المحاسبة آرثر أندرسن، الذي فحص البطاقة تحت عيني صائغ ، وتناولها بقفازات بلاستيكية ، وتحقق من أنها فائزة. على الرغم من أن قواعد اللعبة تحظر نقل الجوائز، إلا أن ماكدونالدز تنازلت عن القاعدة وقدمت مدفوعات سنوية قدرها 50 ألف دولار لمدة 20 عامًا كاملة حتى عام 2014، حتى بعد أن علمت أن القطعة تم إرسالها من قبل فرد متورط في مخطط اختلاس يهدف إلى الاحتيال على ماكدونالدز .

### ماك للاجئين
فكرة ماك للاجئين McRefugees هم فقراء في هونج كونج واليابان والصين يستخدمون مطاعم ماكدونالدز التي تعمل على مدار الساعة كنزل مؤقت للنوم.

## لمحة عامة
- اليوم هنالك ما يقارب ال 34,000 فرع منتشرة في 118 دولة في أرجاء العالم (أكثر من 13,000 منهم في الولايات المتحدة). (2013)
- تخدم فروع ماكدونالدز يومياً أكثر من 69 مليون زبون. (2013)
- لماكدونالدز أكثر من 1.8 مليون عامل في أرجاء العالم. (2013)
- في الصين يتم افتتاح فرع جديد كل يوم (2013)
- في الهند، افتتح ماكدونالدز في 2013 فروع متخصصة لبيع الوجبات السريعة النباتية.[168][169][170]
- في الفليبين شروط القبول لعمال الفروع- لقب أول.
- - مؤشر البيج ماك العالمي والشهير هو واحد من أكثر المتغيرات المركزية لتحديد مستوى المعيشة في الدولة.
- - افتُتح أول فرع لماكدونالدز في الشرق الأوسط في فلسطين بمجمع أيالون، بتاريخ 14.10.1993.
- المدير التنفيذى لماكدونالدز العالمية هو دون تومبسون.

## الانتقادات
تعرضت ماكدونالدز لانتقادات واسعة النطاق بسبب جوانب عديدة من أعمالها، بما في ذلك الآثار الصحية لمنتجاتها، وعلاج موظفيها، وممارسات تجارية أخرى. في أواخر ثمانينيات القرن الماضي، نشر فيل سوكولوف، رجل الأعمال المليونير الذي أصيب بنوبة قلبية في سن الثالثة والأربعين، إعلانات صحفية على صفحة كاملة في نيويورك وشيكاغو ومدن كبرى أخرى، يتهم فيها قائمة طعام ماكدونالدز بأنها تُشكل تهديدًا للصحة الأمريكية، ويطالبهم بالتوقف عن استخدام شحم البقر في طهي البطاطس المقلية.
في عام 1990، وزّع ناشطون من جماعة صغيرة تُعرف باسم غرينبيس لندن (لا صلة لها بمنظمة السلام الأخضر غرينبيس الدولية) منشورات بعنوان "ما خطب ماكدونالدز؟"، تنتقد سجلها البيئي والصحي والعمالي. راسلت الشركة المجموعة مطالبةً إياها بالكف عن ذلك والاعتذار، وعندما رفض اثنان من الناشطين التراجع، رفعت دعوى قضائية ضدهما بتهمة التشهير، مما أدى إلى "قضية ماكليبل"، إحدى أطول القضايا في القانون المدني الإنجليزي. عُرض فيلم وثائقي عن محاكمة ماكليبل في عدة دول.
في عام 2001، تضمن كتاب إريك شلوسر "أمة الوجبات السريعة" انتقادات لممارسات ماكدونالدز التجارية، وخاصة فيما يتعلق باستخدامها للتأثير السياسي واستهداف الإعلانات للأطفال. في عام 2002، نجحت مجموعات نباتية، معظمها هندوسية وبوذية، في مقاضاة ماكدونالدز بتهمة تشويه البطاطس المقلية على أنها نباتية، في حين أنها تحتوي على مرق لحم البقر.
تمت إضافة مصطلحات بالغة الأهمية مثل "McJob" و "McMansion" إلى القواميس.
وجدت دراسات القمامة أن ماكدونالدز من أكثر العلامات التجارية تلوثًا بالنفايات في العالم. في عام 2012، وجدت دراسة أجرتها منظمة "حافظوا على جمال أستراليا" أن ماكدونالدز كانت العلامة التجارية الأكثر تلوثًا بالنفايات في كوينزلاند.
ردًا على الضغوط العامة، سعت ماكدونالدز إلى تضمين المزيد من الخيارات الصحية في قائمتها، وأعلنت في مايو 2008 أنها تحولت في الولايات المتحدة وكندا إلى استخدام زيت الطهي الذي لا يحتوي على دهون متحولة للبطاطس المقلية، وزيت السلجم مع زيوت الذرة والصويا، للمخبوزات والفطائر والكعك، بحلول نهاية عام 2018. قدمت الشركة شعارًا جديدًا لملصقات التوظيف الخاصة بها: "ليس سيئًا لوظيفة ماكدونالدز ".

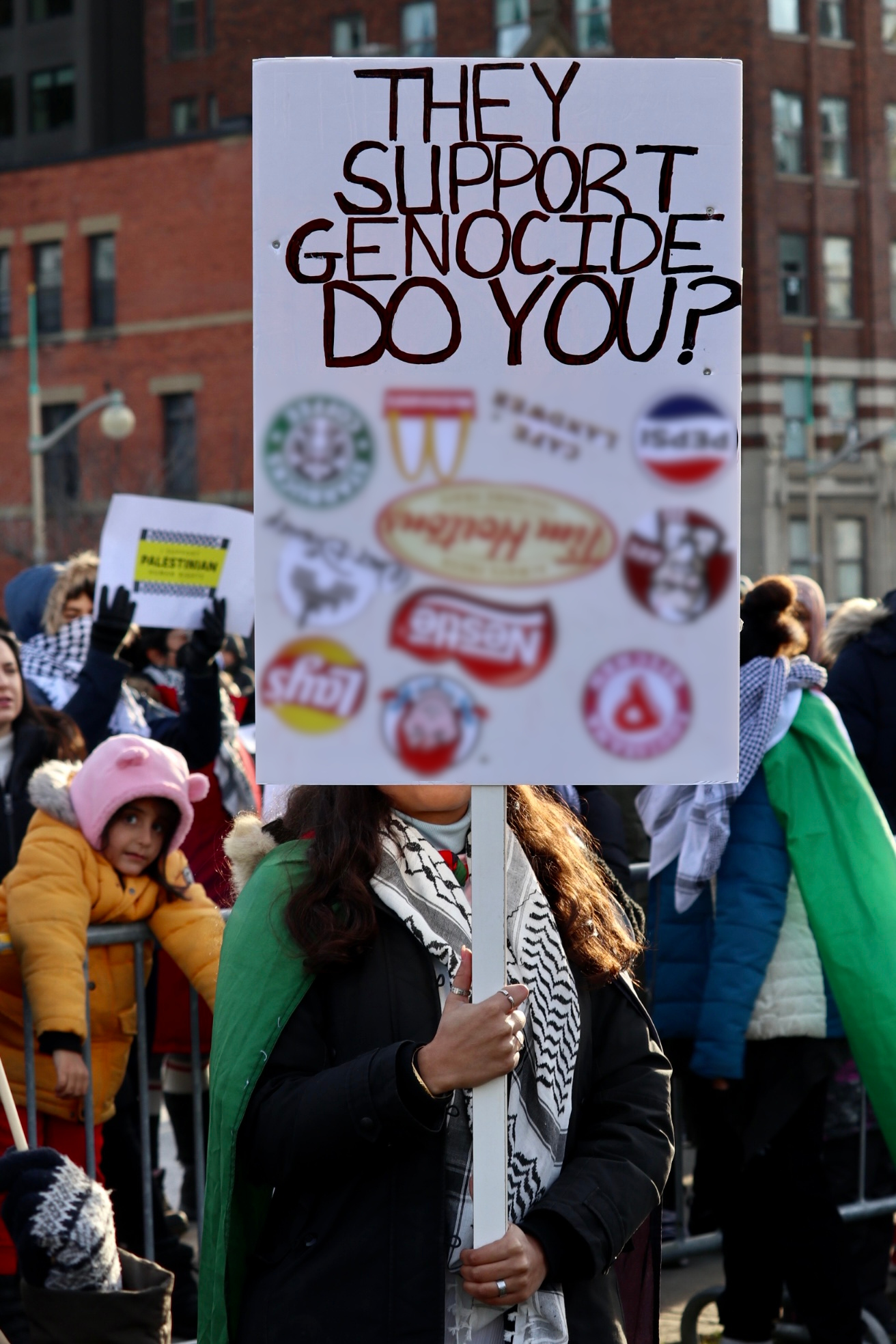
احتجاج مؤيد للفلسطينيين في أوتاوا، كندا يحمل شعار مقاطعة المنتجات والشركات الداعمة لإسرائيل، 23 نوفمبر/تشرين الثاني 2023

منذ أن بدأت ماكدونالدز في تلقي الانتقادات بسبب ممارساتها البيئية في سبعينيات القرن العشرين، قامت بتقليل استخدامها للمواد بشكل كبير.
وفي خضم حرب غزة، ومع تقييد الحصار الإسرائيلي للإمدادات إلى غزة، واجهت ماكدونالدز في إسرائيل إدانة بسبب تقديم وجبات مجانية لجيش الاحتلال الإسرائيلي، التي اتُهمت بالتورط في جرائم حرب ضد الفلسطينيين. اكتسب هاشتاج #BoycottMcDonalds زخمًا عالميًا على وسائل التواصل الاجتماعي. كما كانت هناك تجمعات كبيرة خارج المطاعم في لبنان ومصر احتجاجًا على هذه الخطوة. نأت ماكدونالدز في دول أخرى، مثل تركيا وباكستان، بنفسها عن العلامة التجارية الإسرائيلية.
في يناير 2024، أقر الرئيس التنفيذي لشركة ماكدونالدز كريس كيمبزينسكي بالاحتجاج العام، قائلاً: "تشهد العديد من الأسواق في الشرق الأوسط وبعض الأسواق خارج المنطقة تأثيرًا تجاريًا كبيرًا بسبب الحرب والمعلومات المضللة المرتبطة بها والتي تؤثر على العلامات التجارية مثل ماكدونالدز". ونتيجة للمقاطعة، اشترت ماكدونالدز جميع المطاعم الإسرائيلية المملوكة للامتياز البالغ عددها 225 مطعمًا.

## اقرأ أيضا
- ماكدونالدية
- جامعة هامبرغر
- رونالد ماكدونالد

## وصلات خارجية
- ماكدونالدز على موقع IMDb (الإنجليزية)
- ماكدونالدز على موقع الموسوعة البريطانية (الإنجليزية)
- الموقع الرسمي
- Corporate Website